# 北京丰台站
北京丰台站，原名丰台站，是中国北京的一座铁路车站，是京广铁路、丰沙铁路、京广高速铁路的起点站，京沪铁路的中间站，同时与北京市内多条铁路联络线相连，是北京铁路枢纽中重要的枢纽车站。
原丰台站始建于1895年，于1896年启用，位于丰台镇南侧的正阳大街旁（今西四环南路正阳桥以东约500米处），是北京铁路修建最早的车站。2010年7月1日前，丰台站曾承担北京枢纽的部分编组和客货运作业，为北京铁路局北京西站管辖下的一个特等站，设有3个站台5个站台面。2010年7月1日起，丰台站因改建工程而暫停办理业务，经过8年的规划和定位调整后，于2018年在距原址东侧约1千米的丰台站调车场处（今丰帆路北首，泥洼东路以西）建设新站房。2022年3月1日，丰台站更名為“北京丰台站”。
2022年6月20日，改建完成的北京丰台站正式恢复营运；其转型为纯客运普速、高速铁路一体化车站，并成为了中国第一座普速场和高速场叠落设置的现代化客运站。在新建丰台站东南侧下方，设有地铁丰台站。

## 历史
丰台站最初为津卢铁路丰台至卢沟桥支线的车站，1895年开工修建，1896年建成投入使用，第一代站房于1900年5月3日被义和团烧毁，1901年前后重建站房。1905年京张铁路引入并修建京张场，后京汉、京古等线相继引入。至1937年七七事变之后，车站东部增建了一级二场的编组站，办理北京地区四条干线的编组作业，是当时北京唯一的编组站。
新中国成立后，1953年北京铁路局对丰台站实施扩建，1954年竣工。此时的丰台站西端为机务段，中部为客运站，东部为一级三场货运系统（包括编组站），从北至南分别是京广线到发场、北调车场、南调车场和京山铁路到发场。
1980年，丰台站配合丰沙大线进行电气化改造，至1990年完成所有有关线路电气化改造。永定门至丰台第四线于1986年9月开工，1990年10月19日建成。
2010年改造前，丰台站有旅客站台3座，京广场到发线5条，京山场到发线5条，南调车场调车线9条，北调车场调车线11条。为北京铁路枢纽辅助编组站，承担京沪、京广、丰沙、京九等线摘挂列车作业、部分区段列车解编作业以及部分小运转列车（在技术站和各站间取送车辆的列车）的解编作业。同时，丰台站亦为“四主两辅”六座主要铁路客运站之中的一座辅助客站。货运方面，丰台站是全路主要货物中转站之一，设有三个货场：东货场主要办理普通零担货物中转业务，南货场办理笨重零担货运业务中转业务，西货场则办理普通整车货运到发及军用器材运输，设有通往中央军委后勤保障部直属供应保障局的专用线。

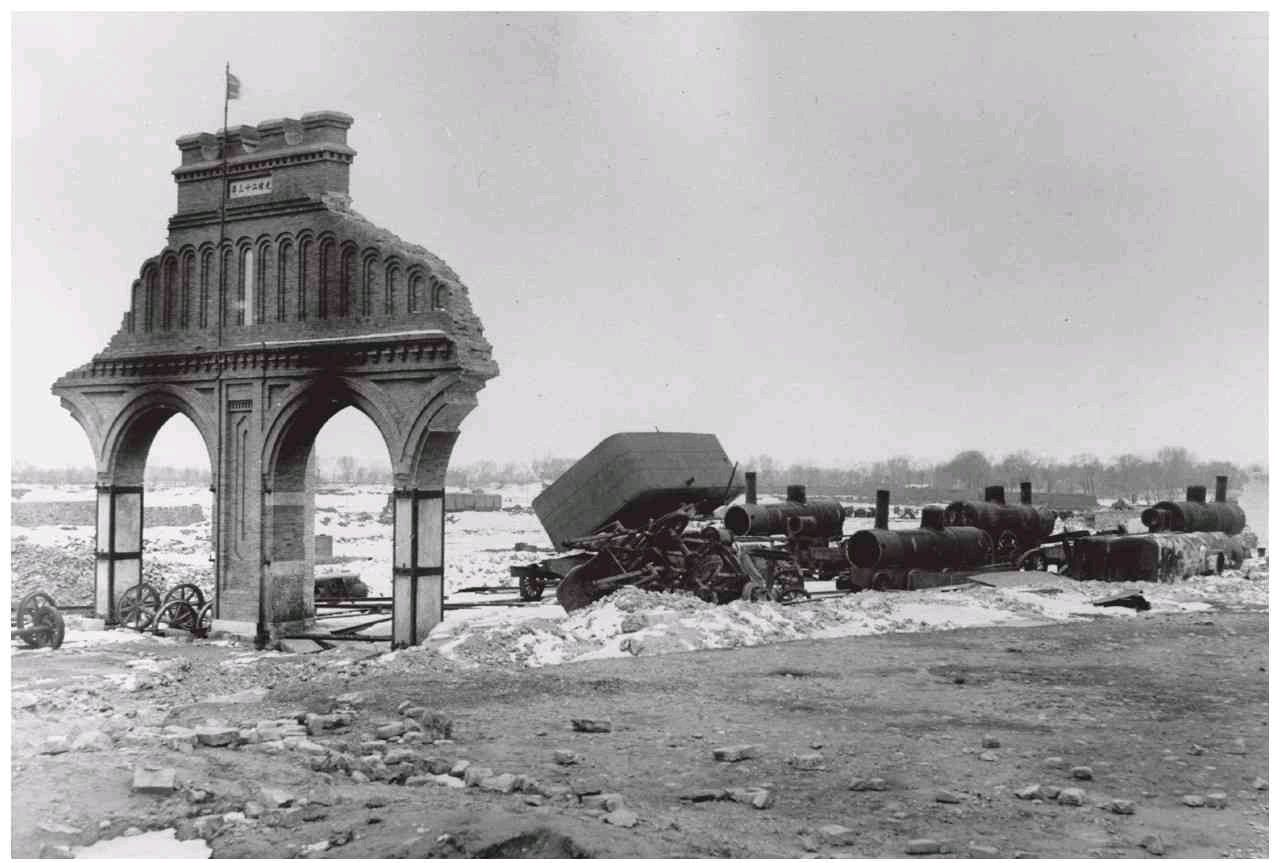
被义和团烧毁的丰台机务段检修库
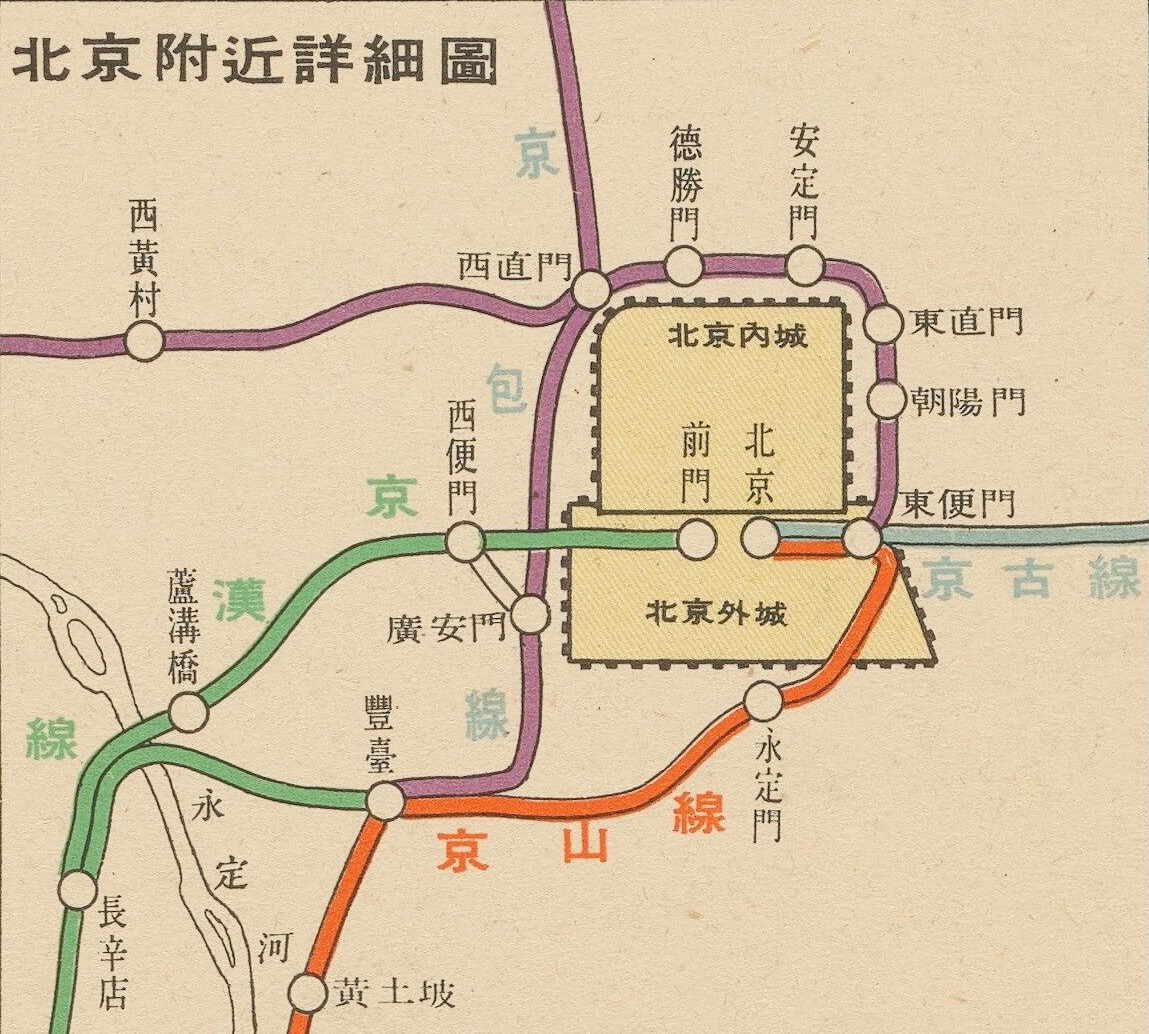
1938年的华北交通丰台站附近铁路线路详图
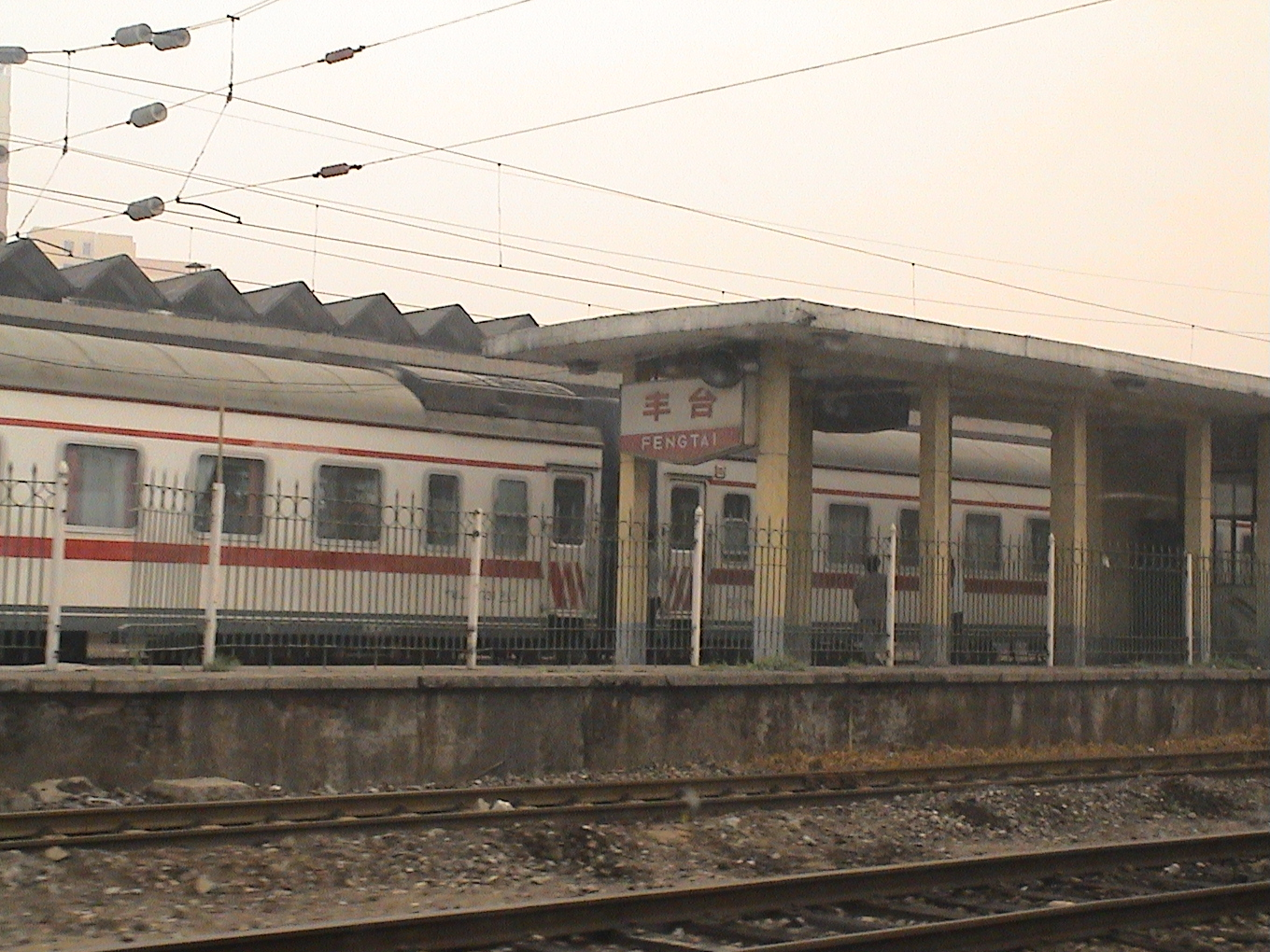
2003年的丰台站2站台，图中列车为呼和浩特铁路局特色涂装的25G型客车，不久后改为标准红色涂装
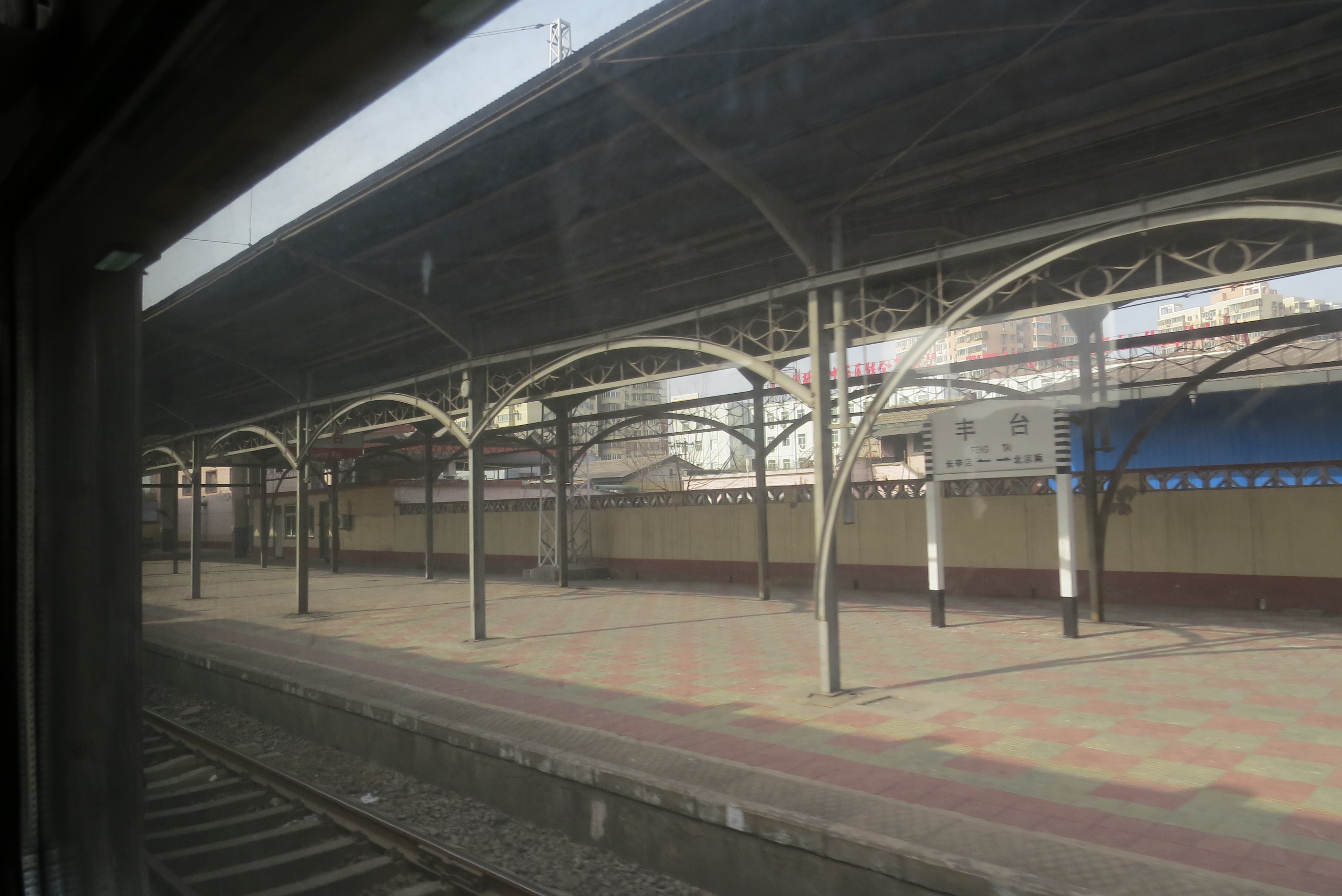
丰台站获保留的旧1站台（2015年1月）
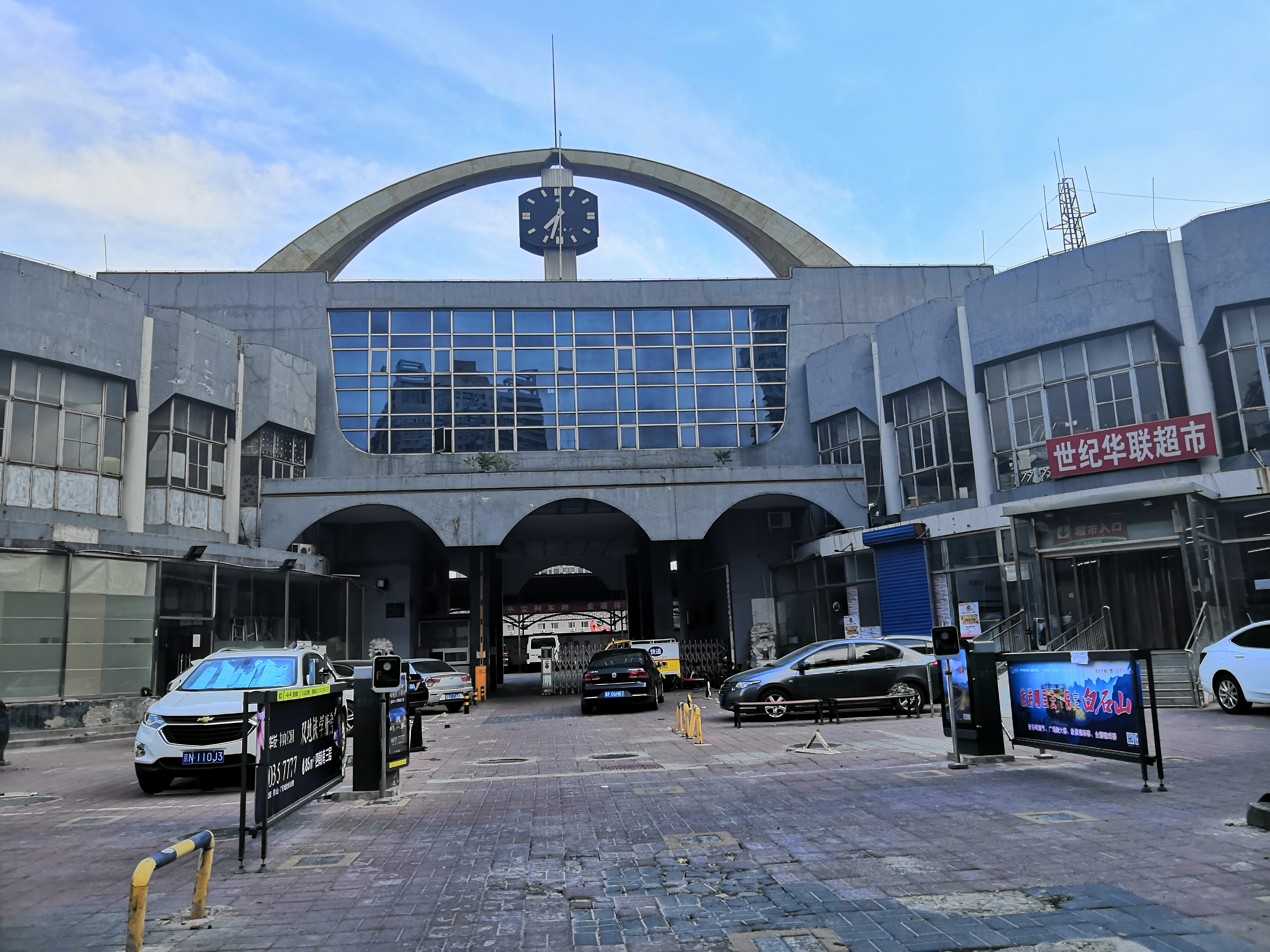
原车站站房（现获保留）

### 客运枢纽改造
2009年，原铁道部和北京市调整了丰台站的规划，将其升级为主要客站，引入京石客运专线（即京广高速铁路）、京石城际铁路和京九客运专线，作为北京第二座高速铁路专用客站。为此，京广高速铁路北京段在杜家坎附近设置线路所，预留正线接入丰台站的条件。
2010年7月1日起，丰台站停办所有的客运和货运业务，仅在车站大厅办理售票业务。站内闲置铁轨于2011年拆除，但旧站房和旧一号月台因为其后部分被评为文物而未被纳入拆除范围。
2013年，北京市发改委、住建委曾表示丰台站改扩建已取得立项，预计2013年内开工建设，但改建工程依旧未能动工。随后，由于丰台站的定位多次调整，丰台站的改建计划陷入搁置。
2016年12月，作为丰台站改建工程的先期工程，长辛店专用仓库还建工程开工。
2017年河北雄安新区设立后，随着配套建设的京雄高速铁路（即今京港高速铁路丰雄商段）及京雄城际铁路的规划逐渐确定，丰台站的改造规模、定位等才逐渐稳定。2017年末，丰台站由高速铁路专用客站变更为集普速铁路、高速铁路为一身的现代化客站，同时计划拆除原有丰台站的整座车站（后改为只拆除全部货运编组区、部分客运股道及2、3站台，保留部分进出站地道、1901年始建的老站房、1站台以及约在20世纪90年代修建的旧站房），在原货运系统调车场位置（距现有丰台站1.4km）修建新站。而丰台站原有编组业务则将转移至丰台西站办理，丰台西站将为此进行扩能改造。
2018年1月，作为丰台站改建工程准备工程之一的线路拨接工程开始进场施工。2018年8月13日夜，随着大拨接完成，京广铁路改走新线为施工让路，丰台站改建工程正式开工。
2018年9月1日，丰台站站房工程南区开工。2020年8月5日，中央军委后勤保障部直属供应保障局西仓库专用线经施工后接入西道口线路所；8月30日，南区主体结构完成，并将京沪铁路、京广铁路的正线拨接至站内，同时拆除北区铺设的施工便线，为北区施工创造条件。由于此期间站内线路未全部敷设完成，京沪铁路下、上行线分别经10道、12道通过，京广铁路下、上行线则分别经13、15道通过。2020年10月，丰台站站房工程北区开工。
2021年5月21日，京广高速铁路丰台特大桥全桥贯通，实现高架车场与丰台站站房的无缝衔接，标志着丰台站即将进入全线铺轨阶段。同月28日，新丰台站主体结构封顶。2021年11月12日，站房东侧吊装起“北京丰台站”的站名字牌。2022年3月15日，北京丰台站改建工程计算机联锁封锁施工完成，普速场铁路信号系统完成更换。随着丰台站改计算机联锁开通，北京丰台站具备运营条件。
2022年6月17日，中国铁路正式开始售卖经过北京丰台站的火车票。2022年6月20日，北京丰台站于实行第三季度运行图当天正式投入运营，初期安排120列列车停靠，其中高速46列、普速74列。
2024年9月29日，丰台站南客运枢纽开通，但仅开放铁路出站功能，同日地铁丰台站D口恢复开放。

## 车站结构
丰台站新站站房总建筑面积39.88万平方千米，地上4层、地下3层，采用普速场和高速场叠落式设计，共计17个站台32条到发线（其中普速场11台20线，高速场6台12线），与地铁10号线及16号线在地下站厅换乘。新丰台站采用现代主义简约风格，整体为平屋面带柱廊造型，外立面以灰色陶板糅合玻璃幕墙。金属板屋面预留铺设太阳能板条件，局部为超白玻璃和ETFE膜采光天窗。

### 楼层分布
北京丰台站主要功能层地上三层、地下一层，局部设有夹层。其中，地下层主要为铁路普速出站、社会停车场、快速进站厅、城市通廊和地铁换乘区域等；地下夹层为社会停车场；地面层主要为进站大厅和普速站台层；高架候车层为旅客候车室，并设有高架落客匝道；高架层为高铁站台层，东侧为高铁出站区域。
| 地上三层 | （23米）    | 高速场                           | 21-32站台 |
| 地上三层 | （19米）    | 夹层                             | 高速场出站口5（2MF·南）、出站口6（2MF·北）、商业                                                                                         |
| 地上二层 | （14.5米）  | 夹层                             | 餐饮（麦当劳、吉野家、马兰拉面、庆丰包子铺、真功夫）                                                                                     |
| 地上二层 | （10米）    | 高架层                           | 高架候车厅、进站口4/综合服务中心7/商务座候车室2（2F·东）、进站口3/综合服务中心6/商务座候车室1（2F·西）                                   |
| 地上二层 | （10米）    | 检票口                           | 检票口（1A-20A（普速）、27A-32A（京广高速场））、检票口（1B-32B、21A-26A（京港高速场））                                                 |
| 地上二层 | （10米）    | 服务设施                         | 军人候车区、儿童娱乐区、软席候车区、重点旅客候车区、12306服务台、母婴室、洗手间、派出所值班室                                            |
| 地上二层 | （10米）    | 商业                             | 苏州稻香村、美国国家地理、伴手礼店（贞格格、MIDI）、便利店（一站一味、康之旅、铁便利、京礼物局、老铁的铺子）等                           |
| 地上二层 | （10米）    | 落客平台                         | 东落客平台（桥安西路）、东高架停车场（专用）、站区管委会办公区、西落客平台（造甲街）                                                     |
| 地上一层 | （0米）     | 地面进站                         | 南交通枢纽（入口）-进站口1、综合服务中心3（1F·南）（枢纽外，可进站）、综合服务中心4（1F·南）、北进站大厅、进站口2/综合服务中心5（1F·北） |
| 地上一层 | （0米）     | 普速场                           | 1-20站台 |
| 地上一层 | （0米）     | 站外接驳                         | 南交通枢纽、P1/P2停车场、公交站、共享单车、 10号线 16号线丰台站C1/C2、D口                                                                |
| 地下一层 |             | 铁路夹层                         | 西1停车场、东1停车场（B1MF） |
| 地下一层 | 南枢纽夹层  | 公交始发站台、商业、预留城市通廊 | |
| 地下一层 | （-11.5米） | 出站区域                         | 综合服务中心1（B1F·南）、出站口1/4、普速快速进站厅（进站口1C-20C）、餐饮、出站口2/3、综合服务中心2（B1F·北）                             |
| 地下一层 | （-11.5米） | 换乘区域                         | 南交通枢纽（铁路出口）、换乘 10号线 16号线地铁、西2停车场（出租车站）、南交通枢纽（出租车站、地铁D口通廊、预留城市通廊）、东2停车场      |

### 候车室
北京丰台站的候车室位于距离地面10米的二层，东西两侧为私家车落客平台及进站口，设有商务舱优先进站通道。候车层中间为旅客服务台；普速候车区位于候车室中间位置，共设有22个检票口，检票后下行进入地面一层站台乘车；高速候车区位于东西两翼，共设有12个检票口，检票后上行进入高架三层乘车；重点旅客候车区、军人候车区、儿童娱乐区、软席候车区位于候车厅的四个角，而商务候车区则位于候车厅的东北、西南两侧；另外候车层的东南侧还设有一座综合服务中心，提供票务及公安制证服务。
候车室装修利用工业风搭配金黄色陶板、黄色的座椅，体现了“丰收、喜庆、辉煌”的设计主题。候车区域吊顶采用藻井造型，融入中国传统建筑结构。同时，为将自然光引入候车室，候车室中部设有东西长580米的“中央光庭”。候车厅地面运用灰麻石材与白麻石材拼出“丰”字，呼应“丰泽八方”、“四通八达”的文化理念。
此外，自改造完毕后至2024年初，北京丰台站候车区域曾长期因缺乏餐饮场所饱受诟病。2024年1月26日，北京丰台站2层候车大厅东南角夹层美食广场开业，初期引入5个餐饮品牌。

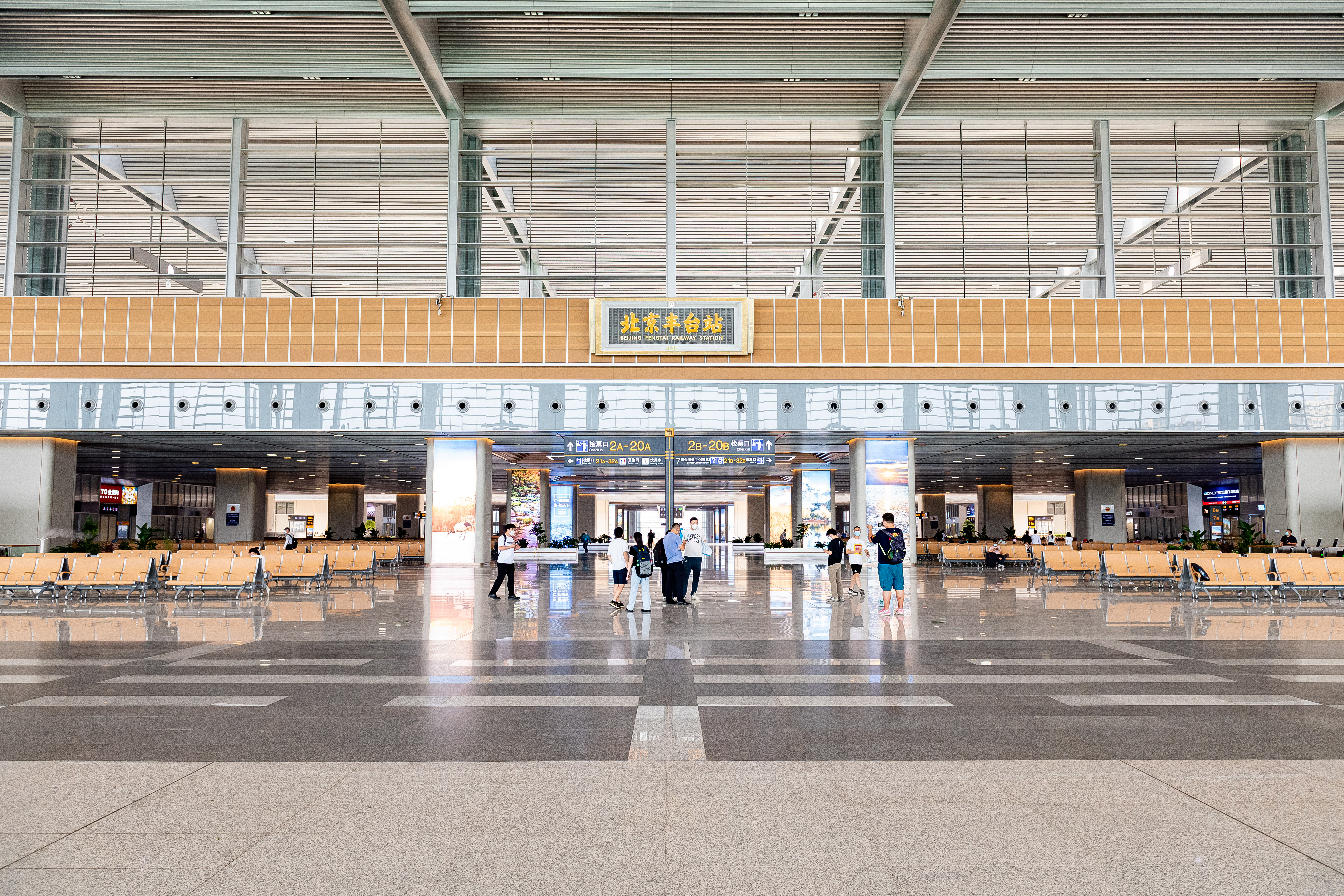
候车大厅南面及站匾
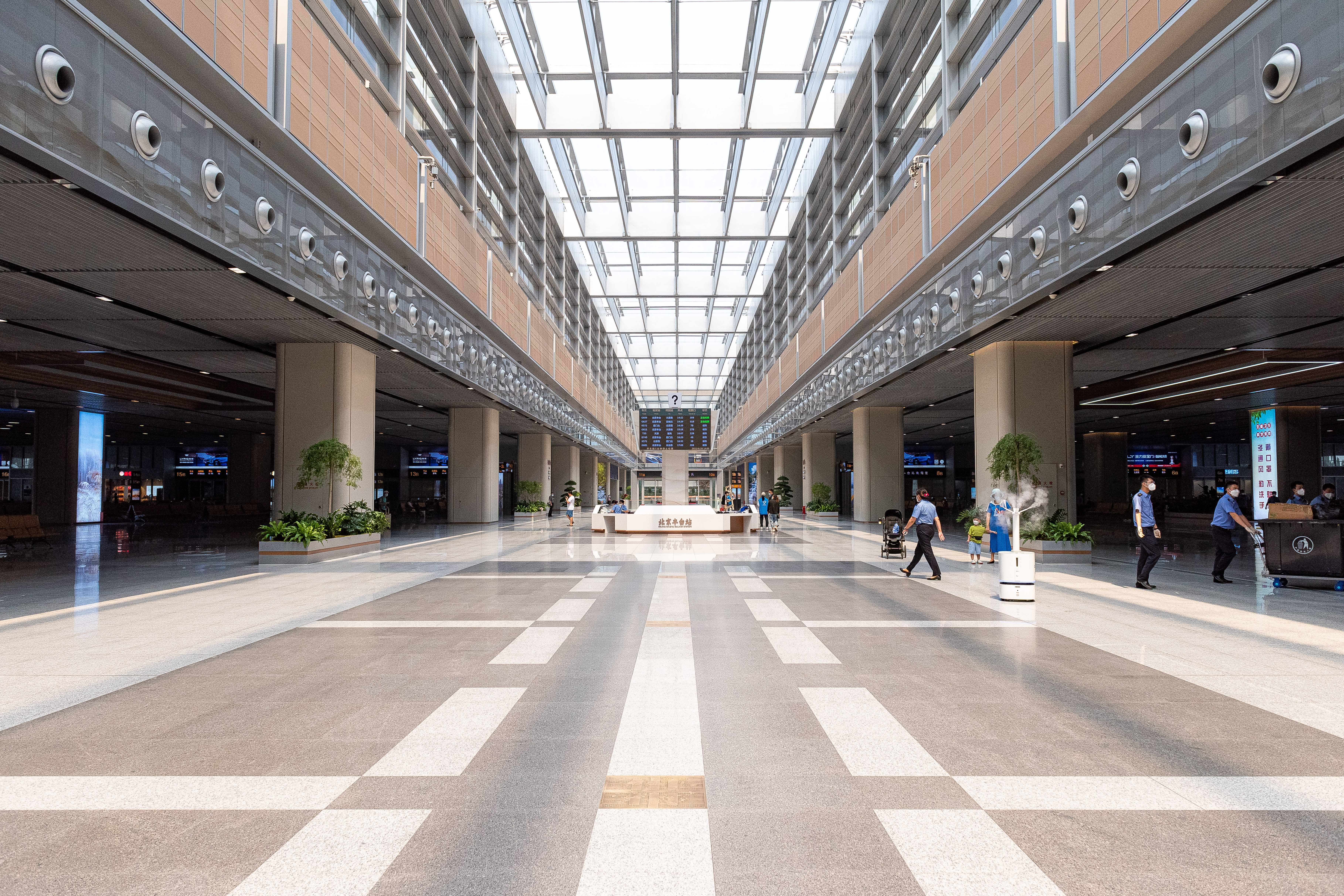
候车大厅中部的中央光庭
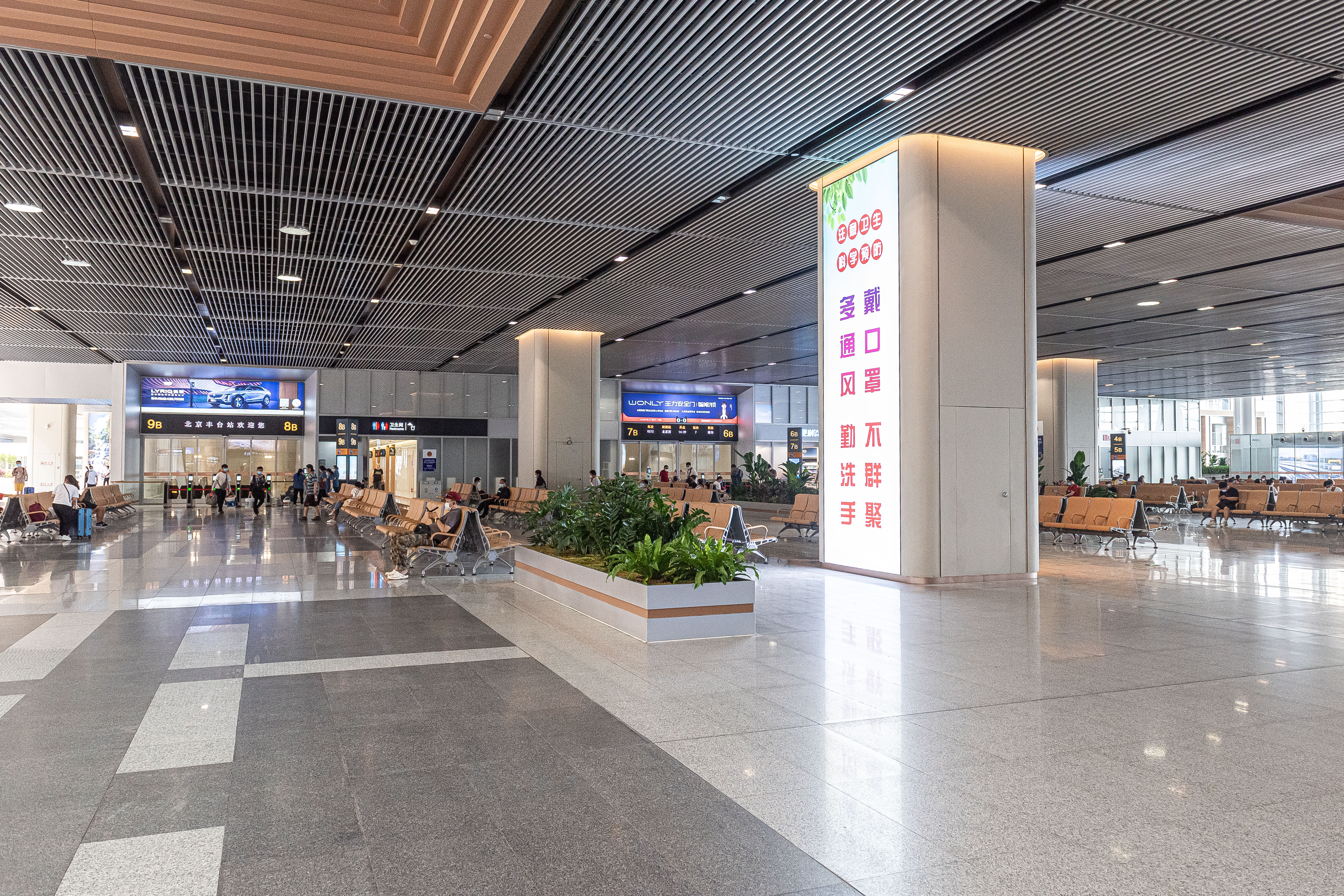
普速候车厅东南侧
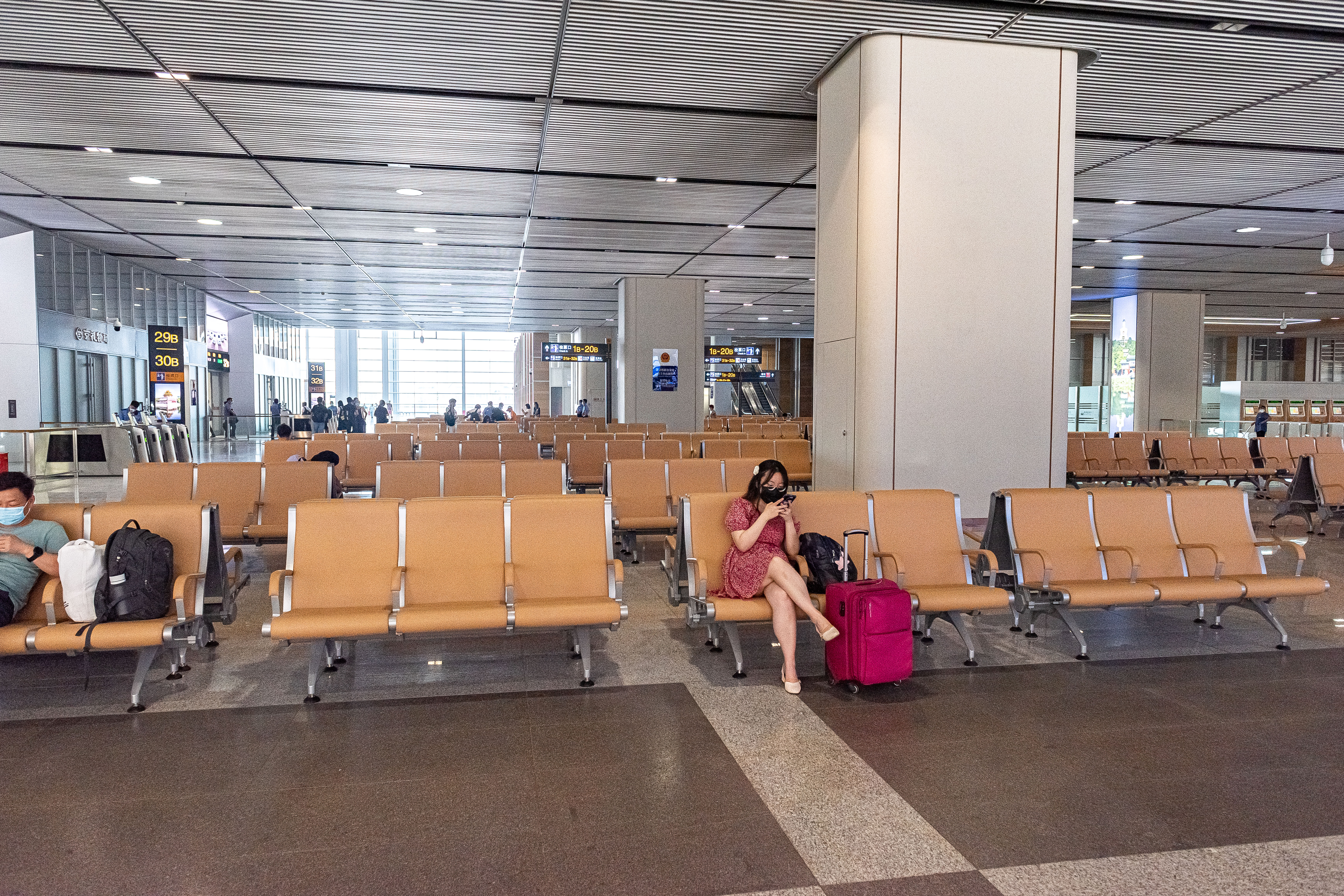
京广高速场下方的候车厅
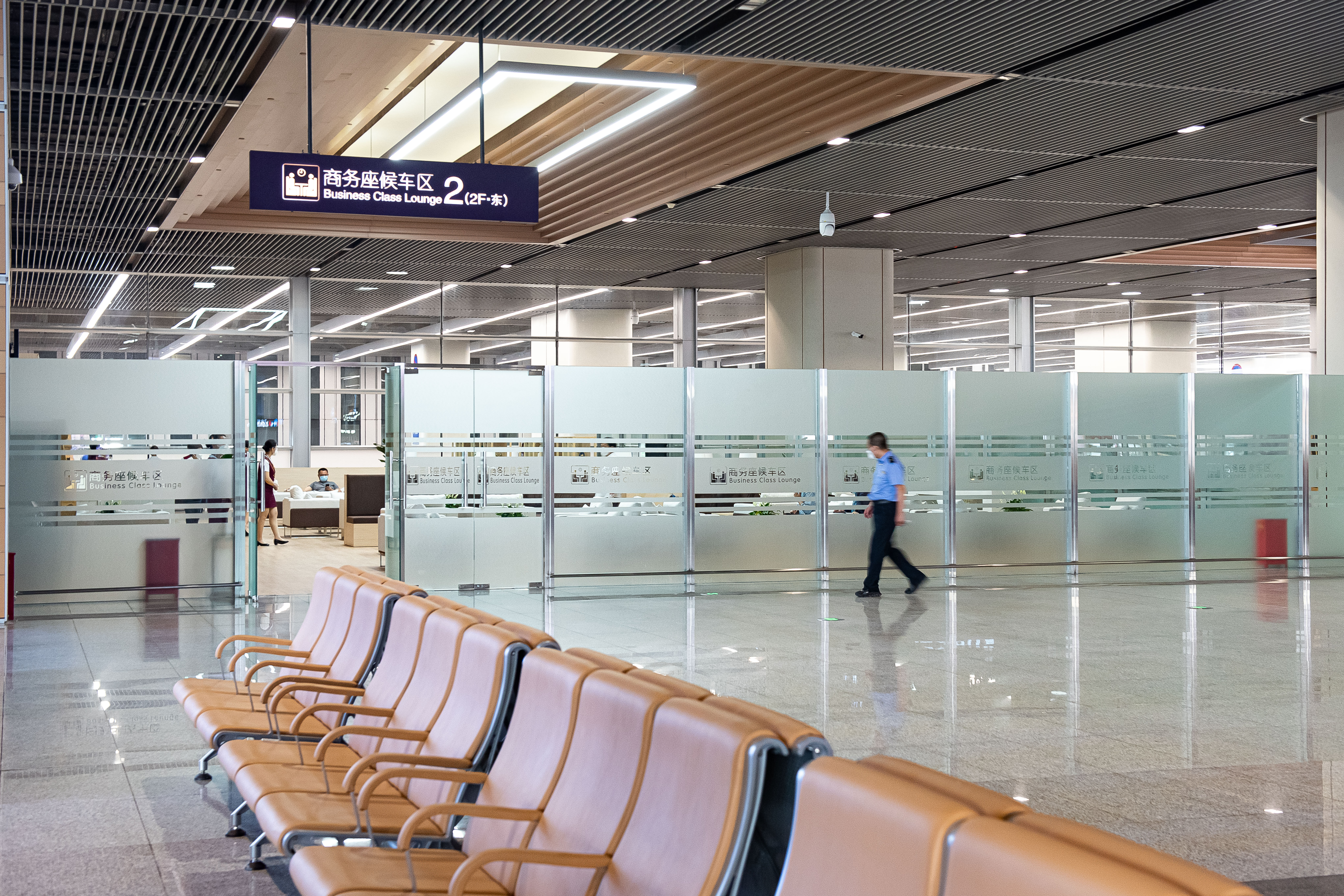
京广高速场下方的商务座候车区
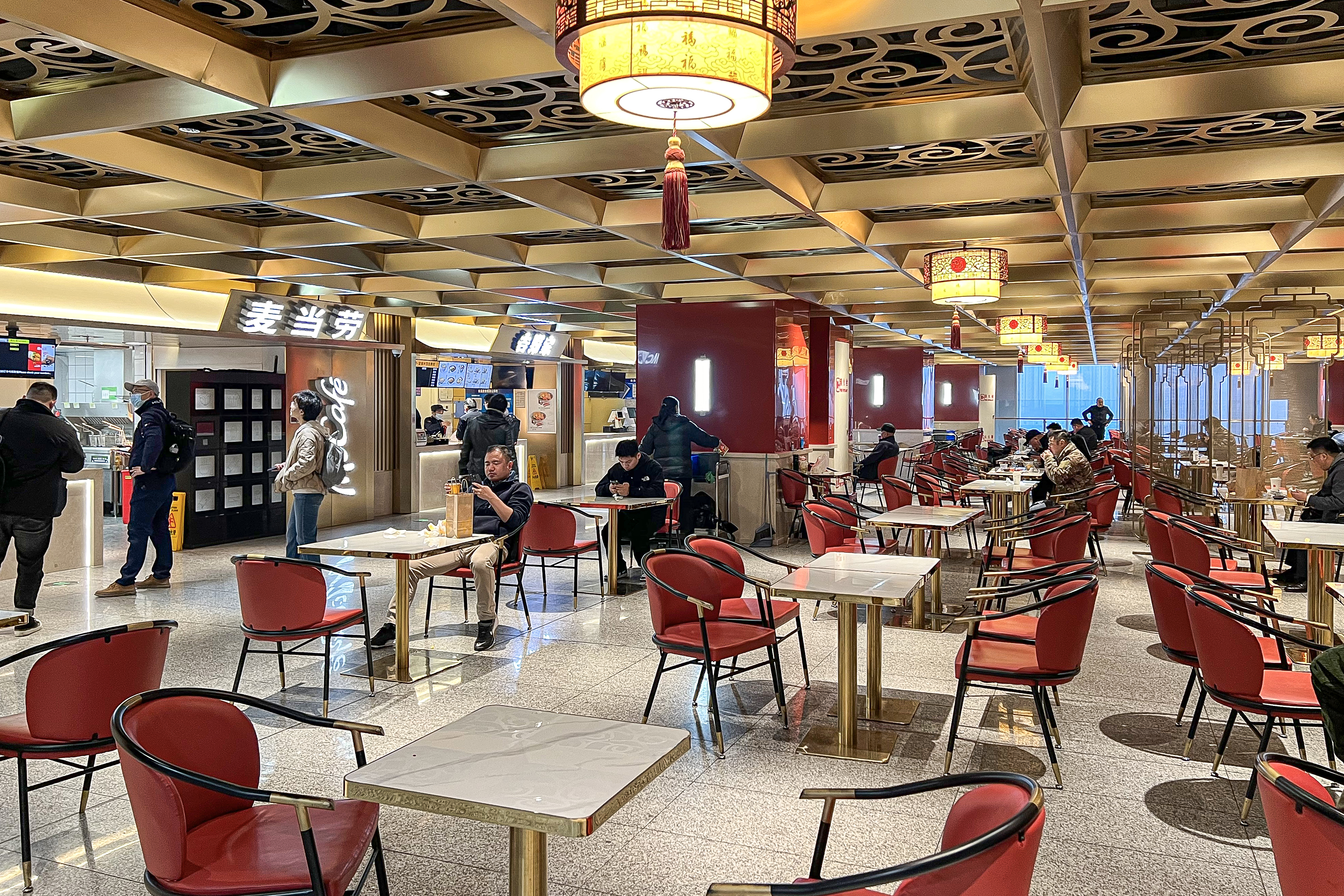
二层东南角夹层餐饮区
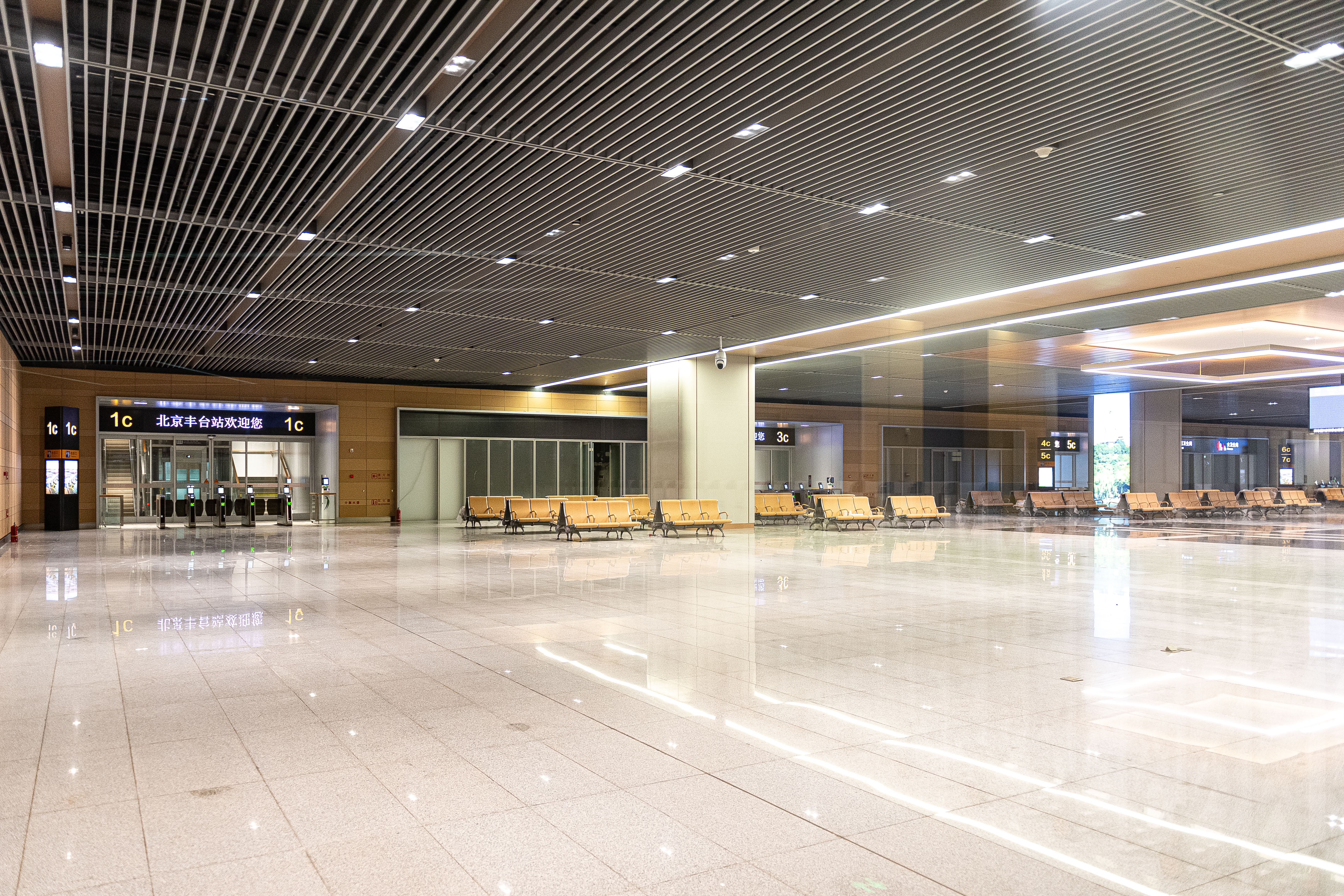
地下一层快速进站厅
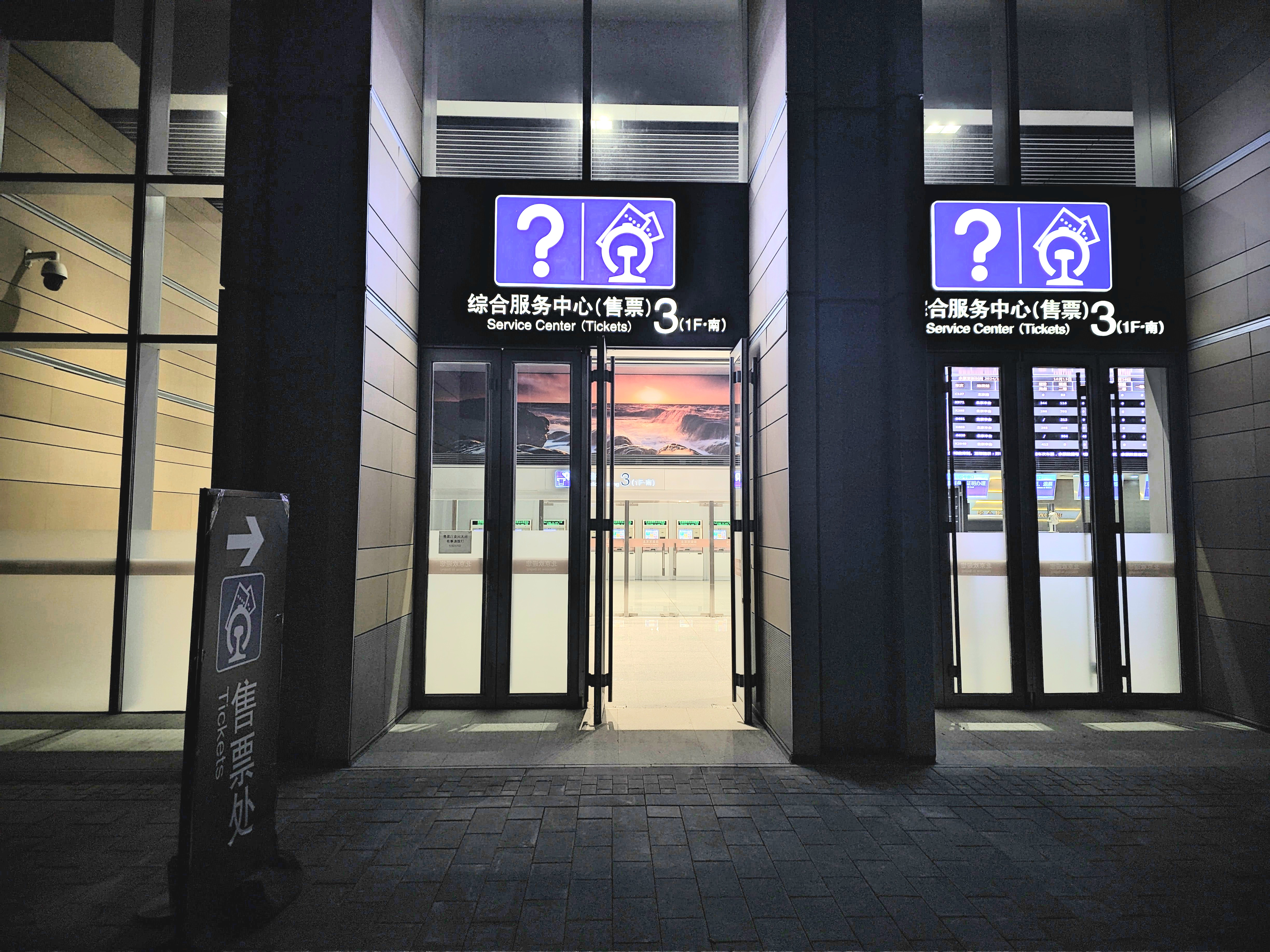
南广场地面东侧综合服务中心3,设有独立安检及进站通道

### 站场

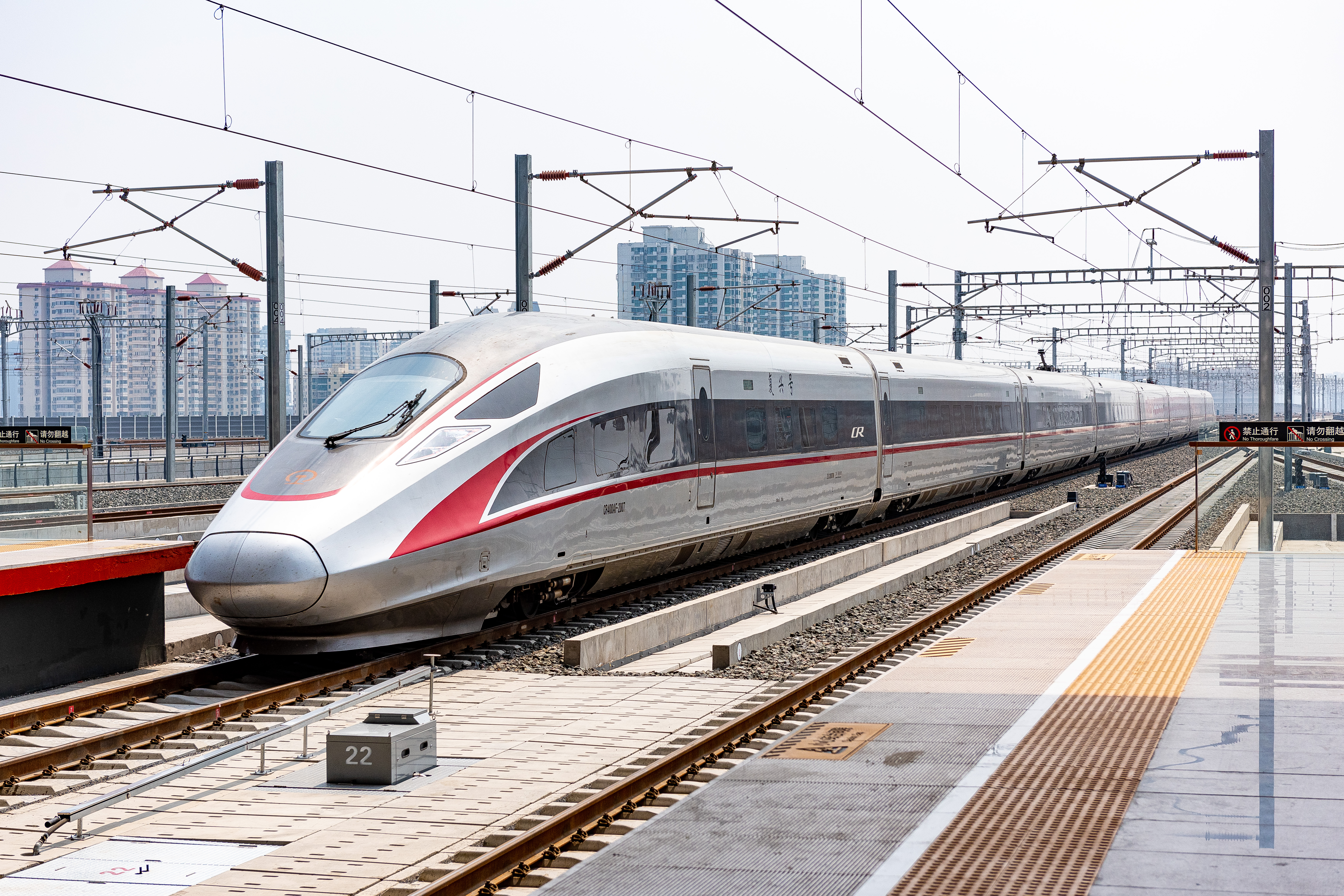
G609次列车驶出北京丰台站30号站台（高速场）

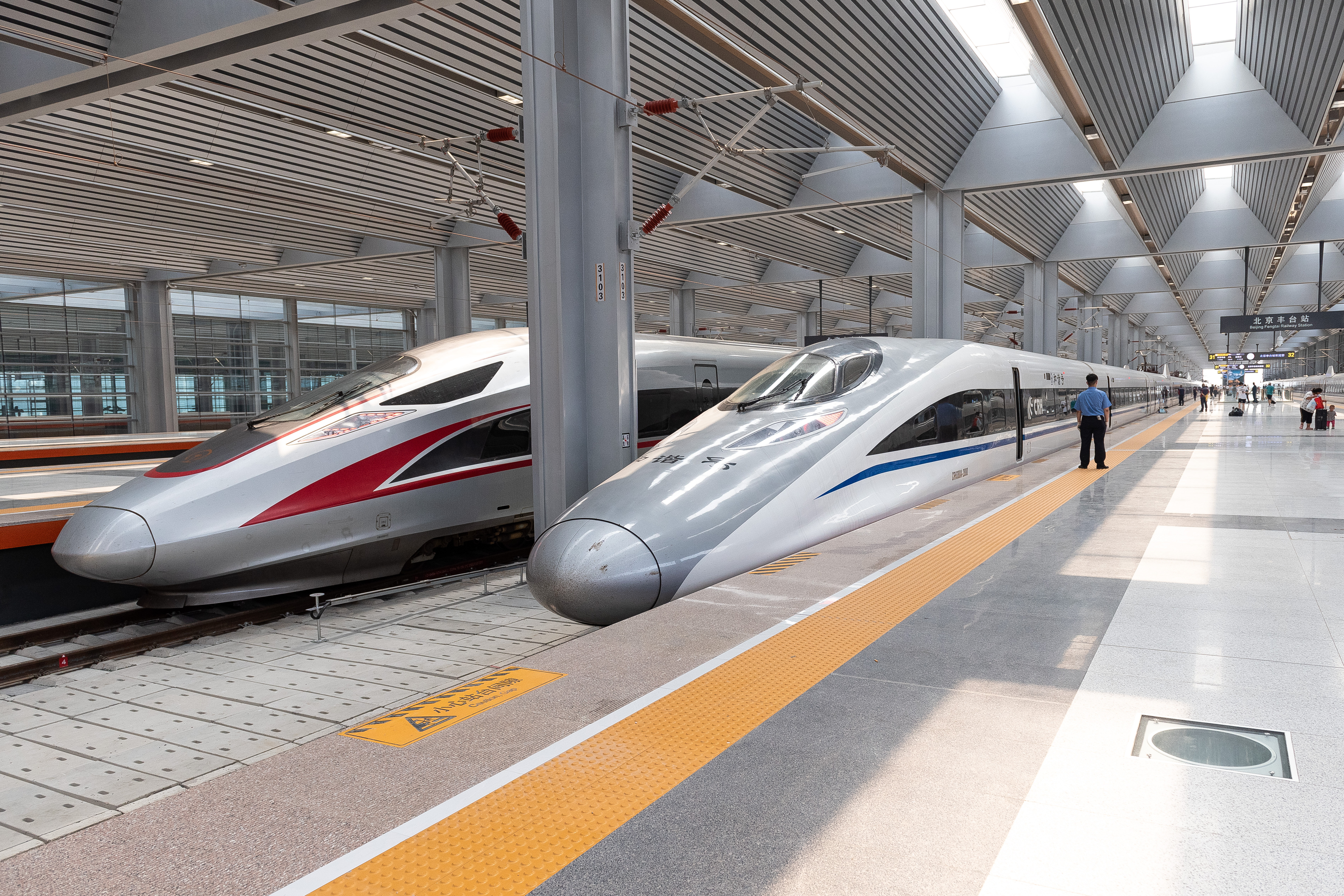
G609次和G627次列车分别停靠第30和31站台

北京丰台站共计17个站台32条到发线，分为普速场和高速场。
其中高速场位于19米的高架三层，设有6台12线，全部为长450米、宽11.5米的岛式站台，目前有京广高速铁路列车使用，分流由北京西站承担的客流压力。为将自然光引入高架候车室，6座岛式站台被分成了南北3+3两组，中间留出了长580多米的天窗；同时在站台地面上铺设200余个直通候车室天花板的“发光井”。高速场为港湾式站台，出站区域位于站台东侧的末端以东。到站区域的南北端设有连接地面层的扶手电梯。高速场西咽喉设有6条股道，自北向南分别为京广高铁联络线上行联络线、京广高铁联络线下行联络线、动车出入段走行线2条、京雄城际上行线、京雄城际下行线。京广高速铁路在杜家坎线路所正向引出线路至丰台站（侧向引入北京西站），正线线路总长9.8千米，新建京广客专联络线的设计最高行车速度为160公里/小时。车站高速场未来还将与北京西站共同担当京雄客专通道（京雄城际铁路、京港高速铁路）的始发任务。
位于车站地面层的普速场规模11台20线，站台长550米，包括2座宽13米的基本站台和9座宽11.5米的中间站台。承接部分北京西站普速场与北京站京沪铁路方向等列车，担当京九铁路、京沪铁路、丰沙铁路、京原铁路方向的始发终到任务。丰台普速场西咽喉衔接丰沙铁路、京广铁路、京沪铁路以及丰台机务段、丰台客车整备技术所方向，共设有9条股道，自北向南分别为丰沙上行线、京广上行线、京广下行线、机车/车辆出入段线4条、京沪上行线和京沪下行线。京九铁路方向列车利用京沪线运行至黄土坡线路所出岔、经疏解线至京九正线；丰沙铁路、京广铁路于西侧西道口线路所出岔，此外该线路所还设有往中央军委后勤保障部直属供应保障局西仓库的专用线。普速场东咽喉衔接柳广联络线、永丰联络线和京沪铁路，自北向南分别为柳广联络线、永丰上行联络线、永丰下行联络线、京沪上行线和京沪下行线。
丰台站西端京广线南侧新建丰台动车运用所、机务折返段和丰台客车整备技术所。
该站普速场及高速场各站台东部连接候车大厅的进站楼梯通道及一组直梯同时作为便捷换乘通道，乘客可出示联程票信息反向进入候车厅，换乘接续列车。

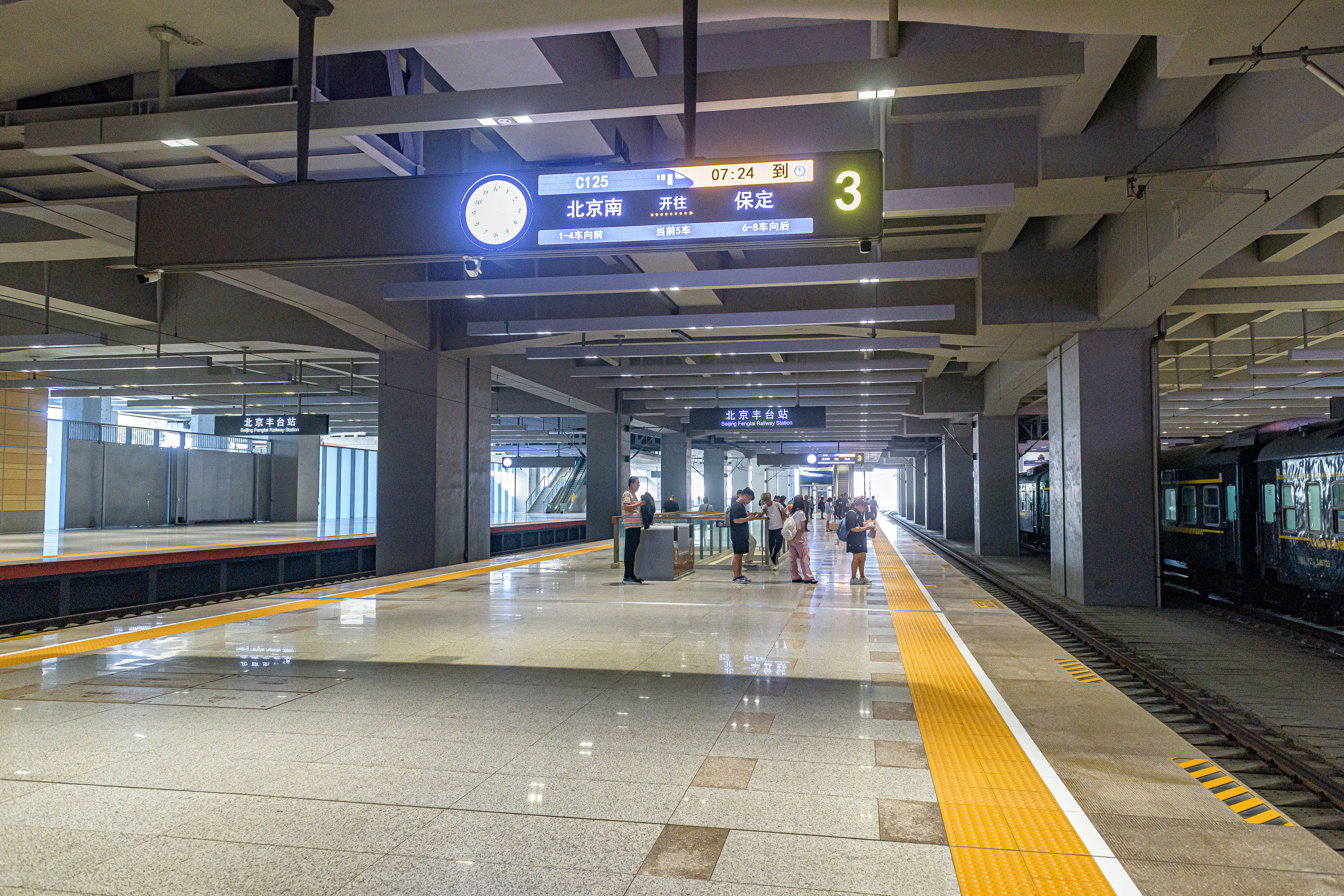
普速场2-3站台
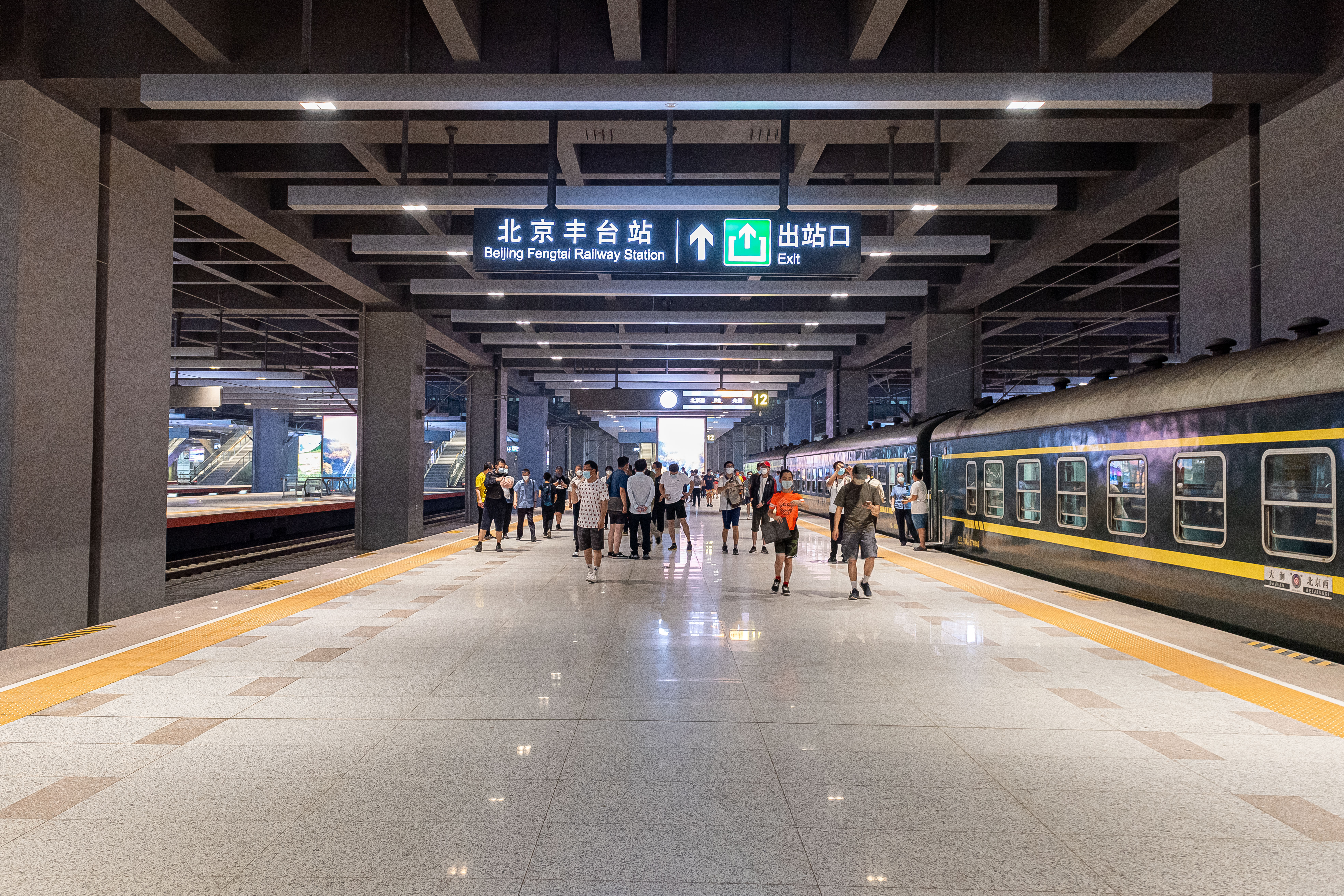
普速场12-13站台
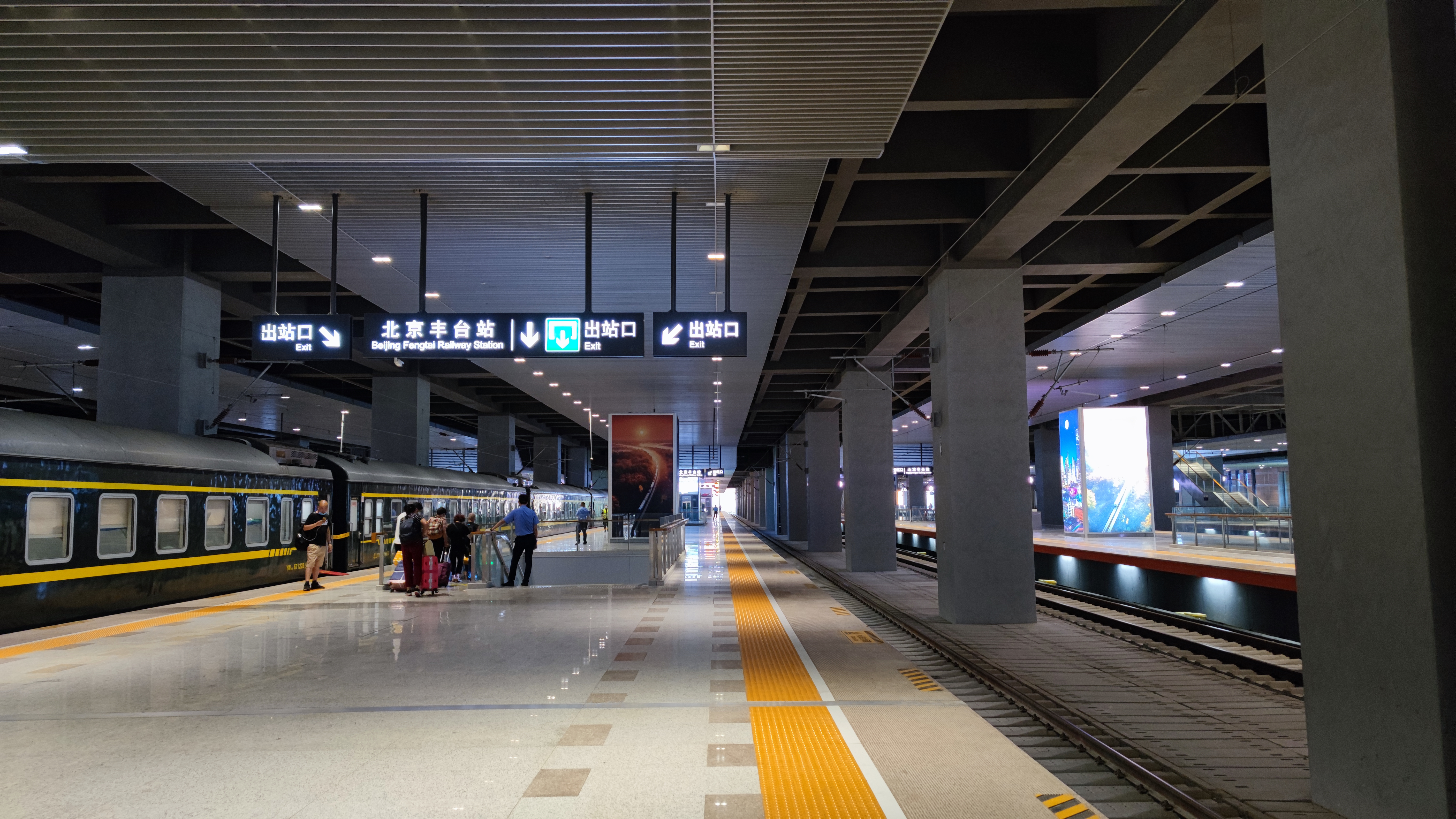
普速场14-15站台
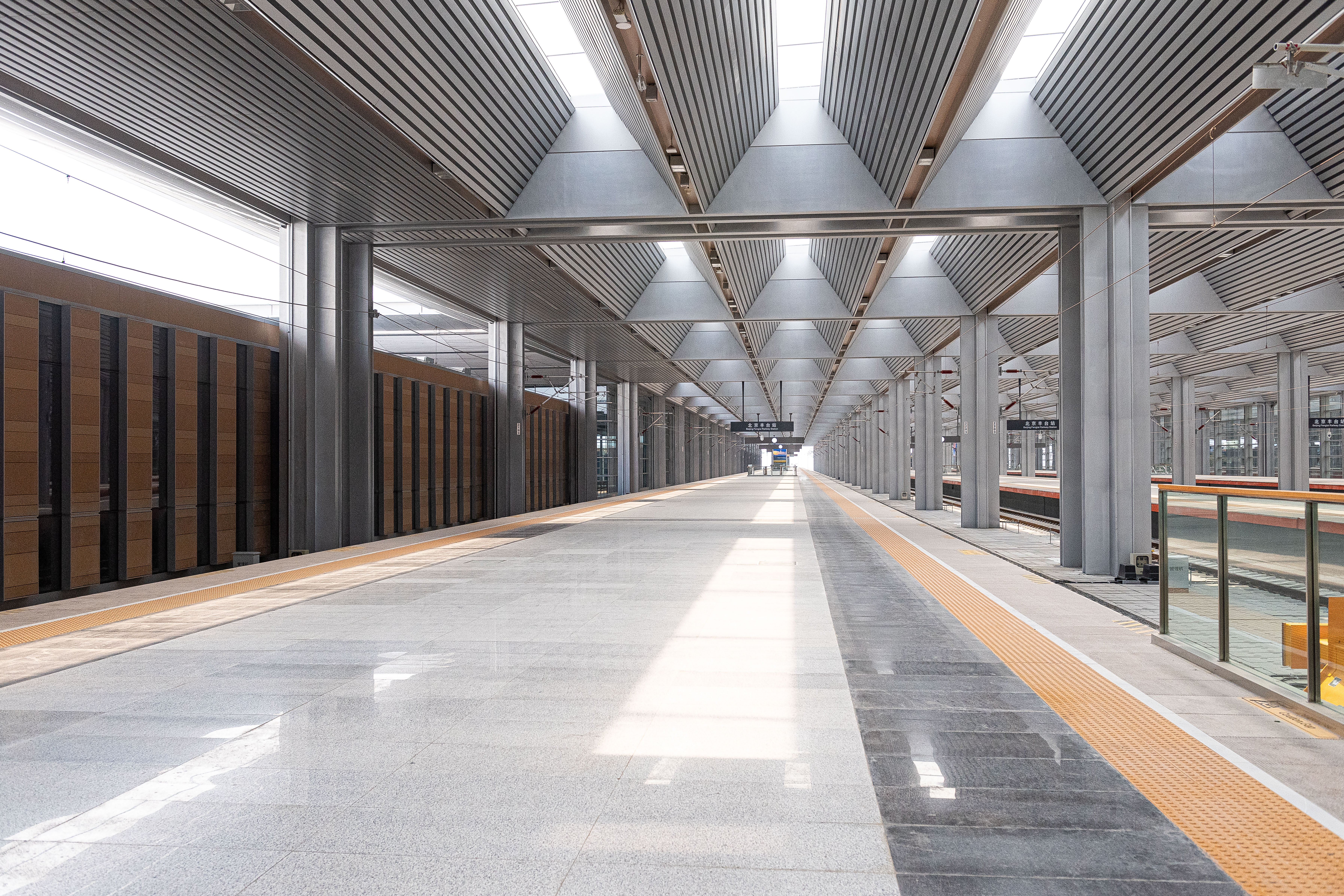
京港高速场21-22站台
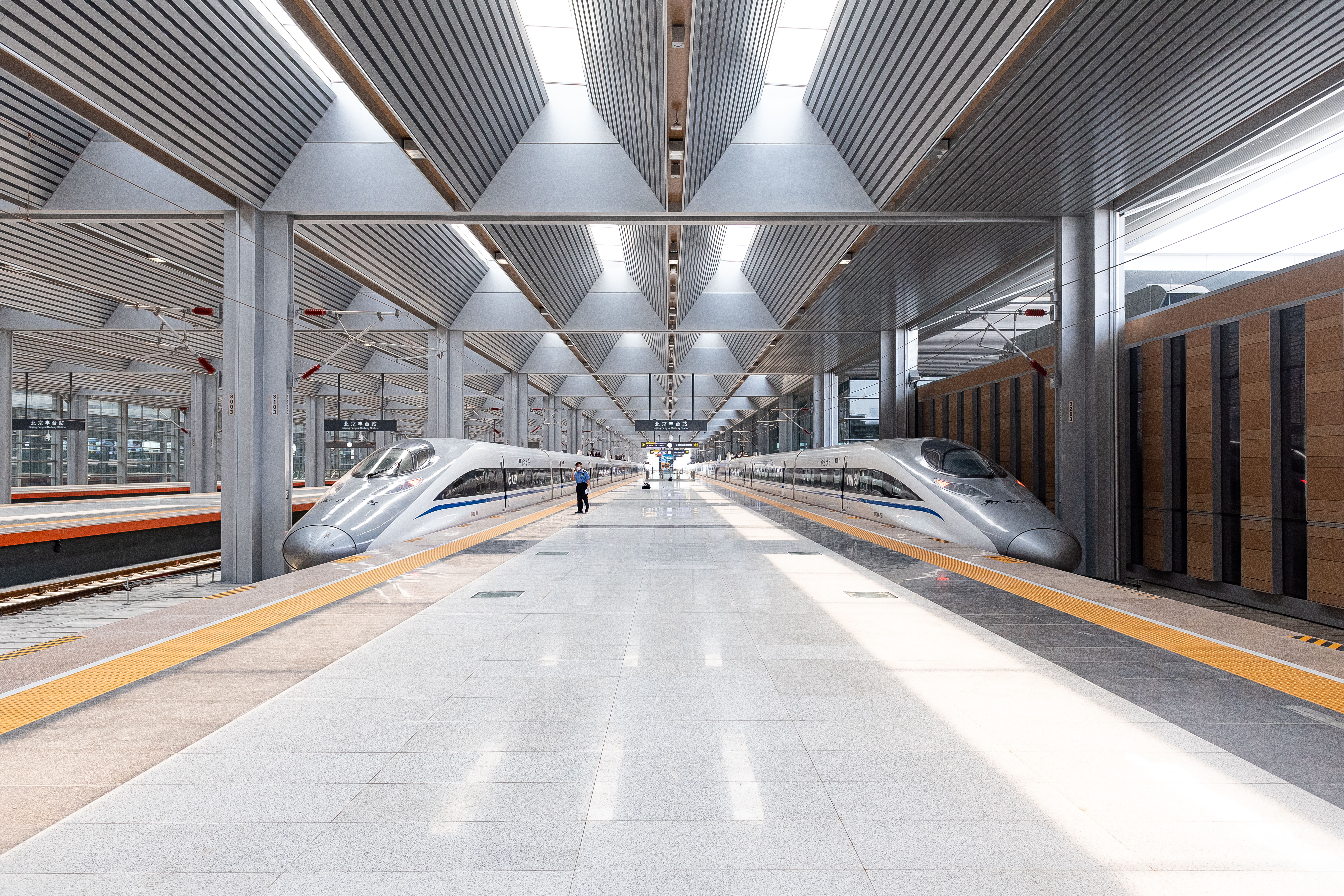
京广高速场31-32站台
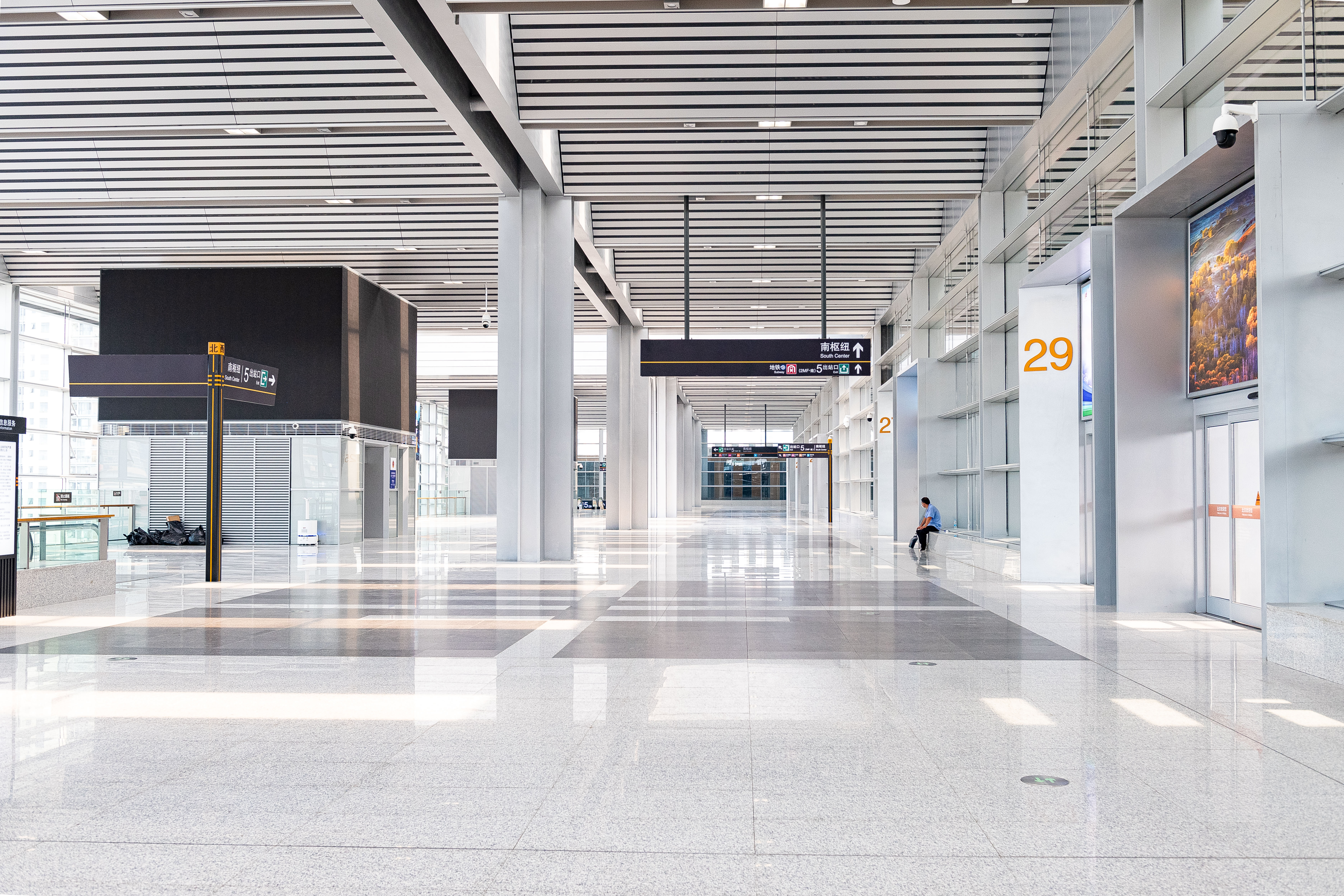
高速场东侧为到达大厅
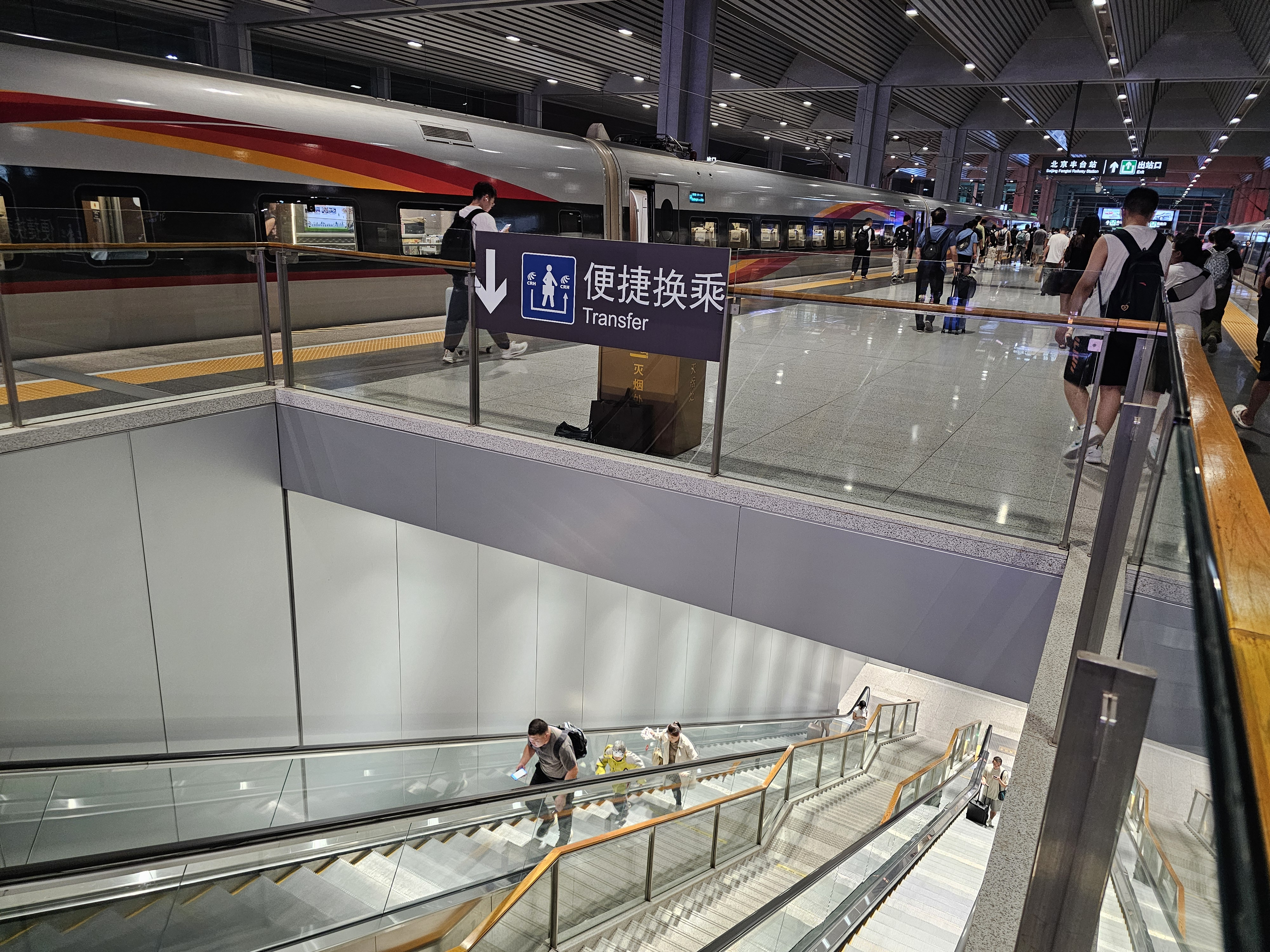
高架站台东端进站/便捷换乘通道

## 旅客列车目的地
北京丰台站主要办理经由京广高铁至石太高铁方向的动车组列车，以及京九铁路、京原铁路方向和部分北京枢纽中转普速列车客运业务。
始發列车
| 列车所属路局   | 车次                   | 目的地   |
| -------------- | ---------------------- | -------- |
| 北京局集团     | G601、G609、G611、G615 | 太原南   |
| 北京局集团     | G623                   | 運城北   |
| 北京局集团     | D739                   | 赣州     |
| 北京局集团     | G6711、G6735、G6739    | 石家莊   |
| 北京局集团     | C227、K7709            | 邯鄲     |
| 北京局集团     | K7673                  | 固安     |
| 太原局集团     | G63、G603、G607、G613  | 太原南   |
| 太原局集团     | G791、G793             | 原平西   |
| 太原局集团     | G621                   | 臨汾西   |
| 太原局集团     | G681                   | 長治東   |
| 太原局集团     | G627、G629             | 運城北   |
| 太原局集团     | G625                   | 永濟北   |
| 太原局集团     | G683                   | 晉城東   |
| 太原局集团     | K603                   | 運城     |
| 太原局集团     | K609                   | 韓城     |
| 成都局集團     | D965/D995              | 成都东   |
| 成都局集團     | D967/D997              | 贵阳北   |
| 廣州局集團     | D727                   | 深圳     |
| 南昌局集團     | D735、D737             | 南昌     |
| 南昌局集團     | D733                   | 井岡山   |
| 南昌局集團     | D745、K571             | 廈門北   |
| 南昌局集團     | D759                   | 福州     |
| 南昌局集團     | K1453                  | 贛州     |
| 蘭州局集團     | K41                    | 嘉峪關   |
| 蘭州局集團     | K1177                  | 銀川     |
| 呼和浩特局集團 | K89                    | 鄂爾多斯 |
| 上海局集团     | Z225                   | 合肥     |
| 上海局集团     | K1071                  | 宿松     |
| 上海局集团     | K1109                  | 黃山     |
| 上海局集团     | K1613                  | 連雲港東 |
| 瀋陽局集團     | K2549                  | 瀋陽北   |
| 鄭州局集团     | K269                   | 洛陽     |
| 鄭州局集团     | K1305（週末線）        | 鄭州     |

### 过路列车
| 列车所属路局   | 目的地                                                                                 |
| -------------- | -------------------------------------------------------------------------------------- |
| 北京局集团     | 北京西、深圳東、北京、北京南、保定、棗強、衡水、秦皇島、邯鄲、天津、烏海西、長沙、大涧 |
| 瀋陽局集团     | 通遼、石家莊、瀋陽北、廣州                                                             |
| 哈尔滨局集团   | 菏澤、北京、哈爾濱、武昌、哈爾濱西、海口、泰州                                         |
| 济南局集团     | 日照、北京                                                                             |
| 呼和浩特局集团 | 包頭、杭州、廣州、青島北、深圳東、南寧、溫州                                           |
| 太原局集团     | 北京西、太原、秦皇島、大同                                                             |
| 西安局集团     | 天津、宝鸡                                                                             |

## 接驳交通
北京丰台站周围有11条配套道路，包含南北向的万寿路南延（科怡路、造甲街）、南北向的桥安西路和东西向的东管头南街三条主干路；东货场路、万华街两条次干路，以及“一横五纵”六条支路和东西立交匝道，总长度约为21.4公里，连接西三环、西四环和南四环，并打通铁路南北路网。其中东管头南街东起北京西站南路，沿铁路线以北，经西三环至丰台站东落客平台。

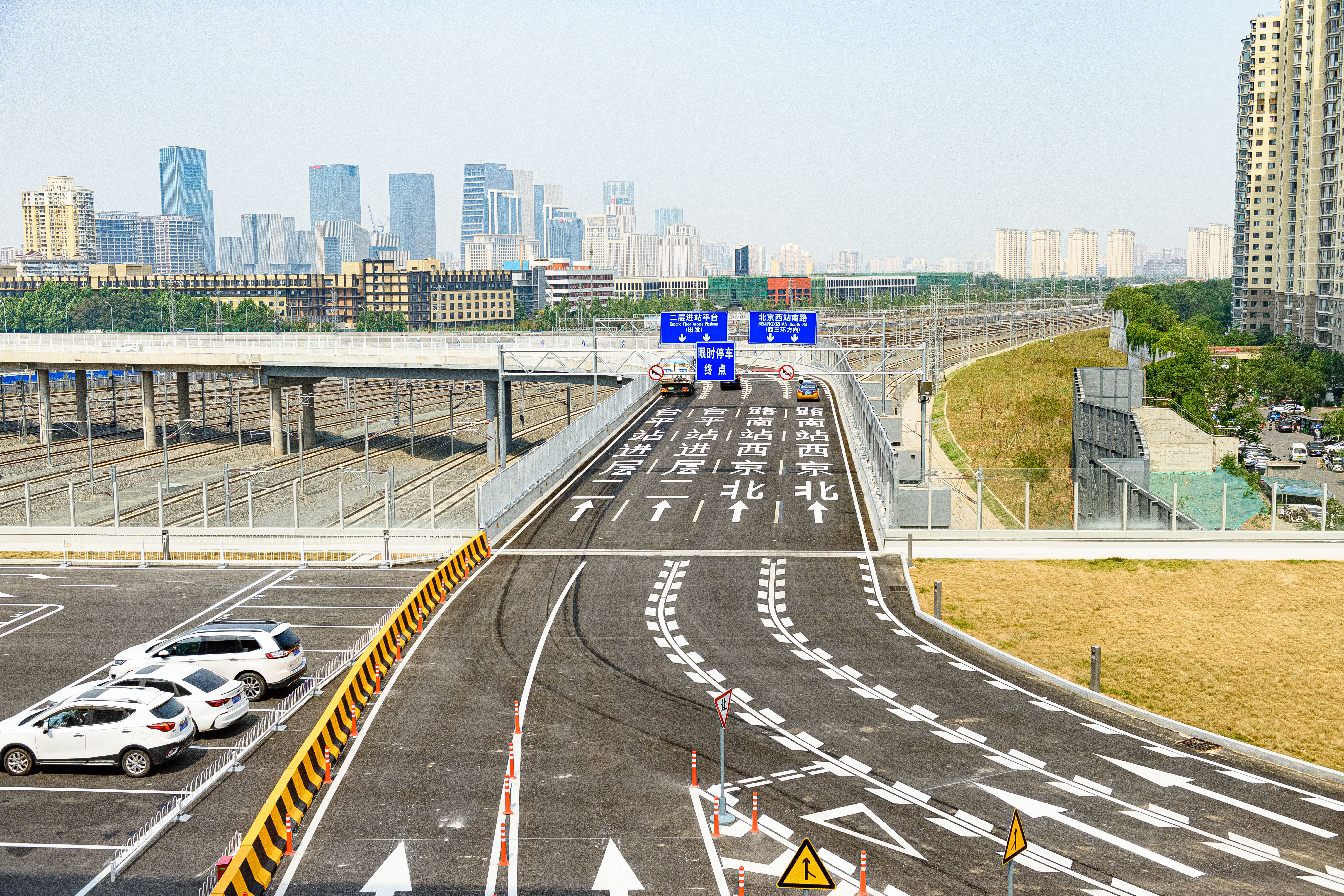
东管头南街匝道
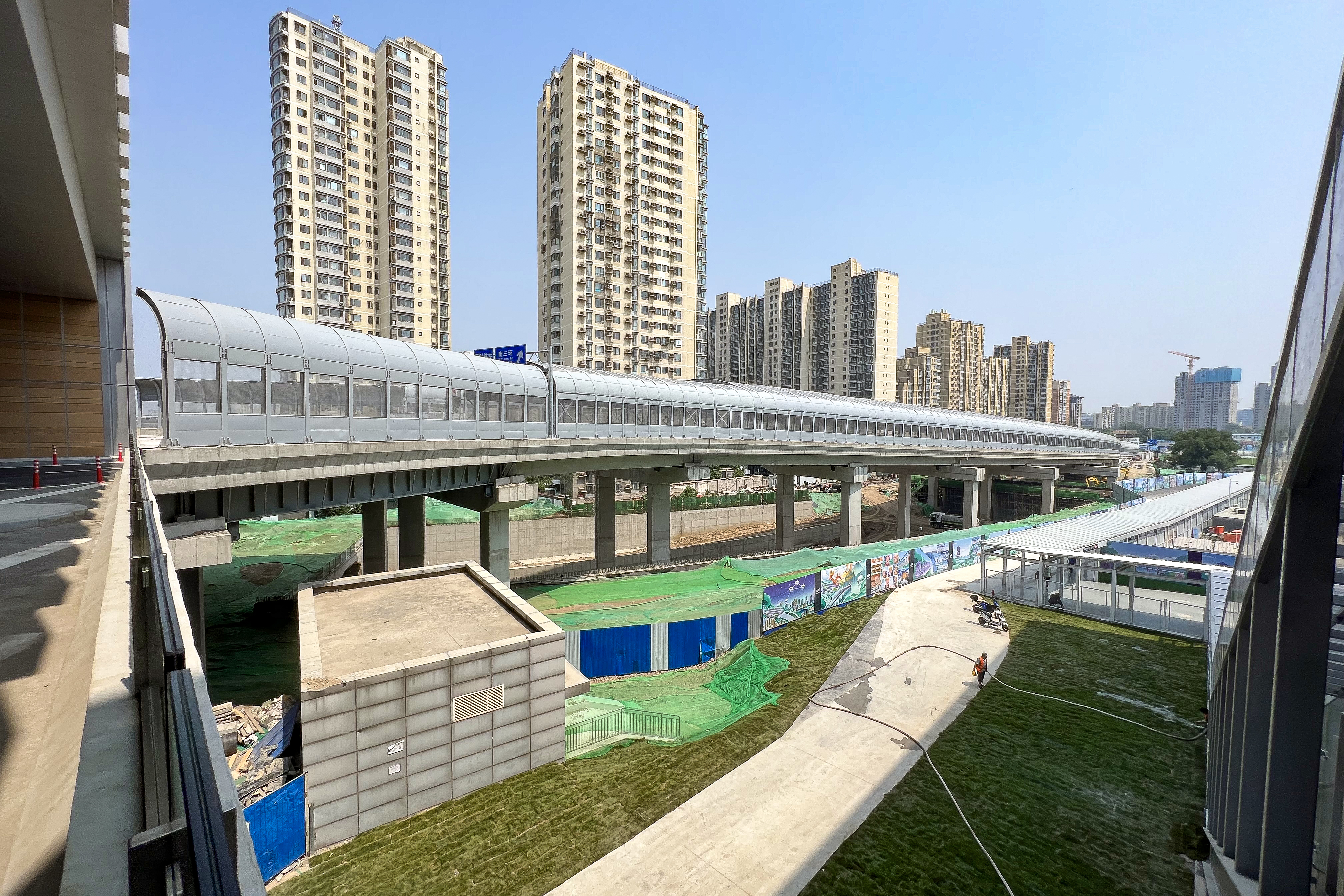
桥安西路匝道
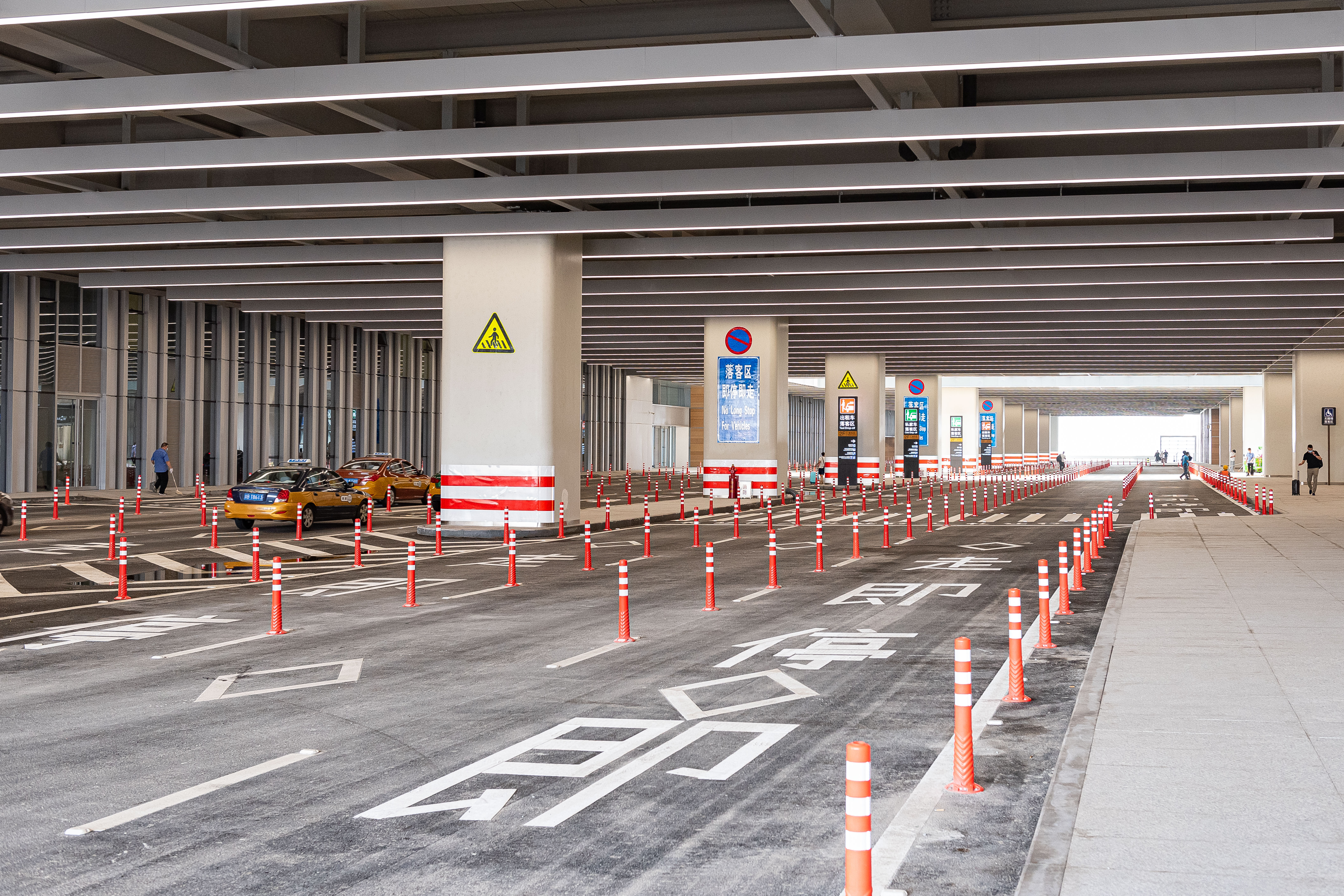
东落客区
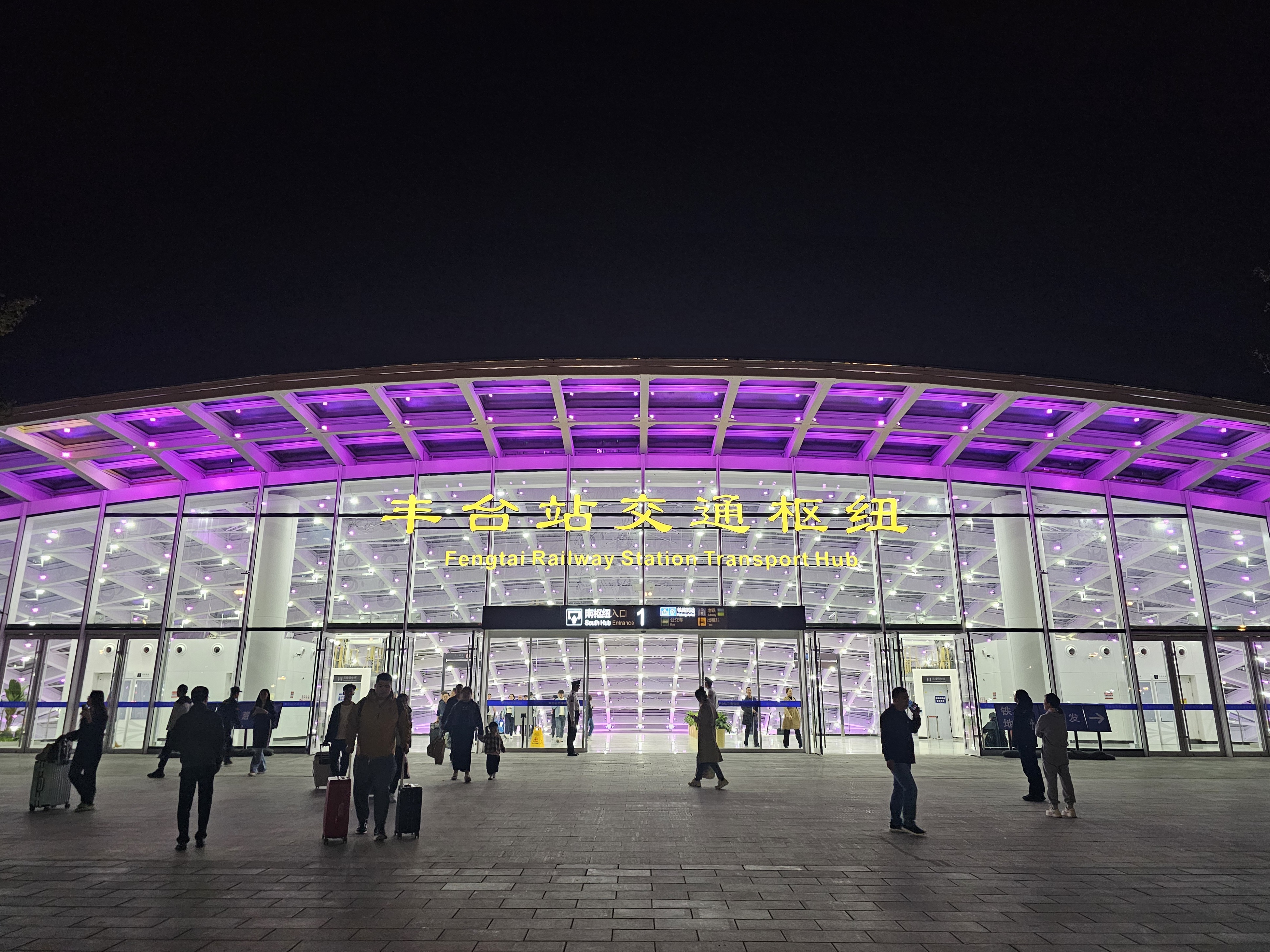
南广场交通枢纽1号出口门厅
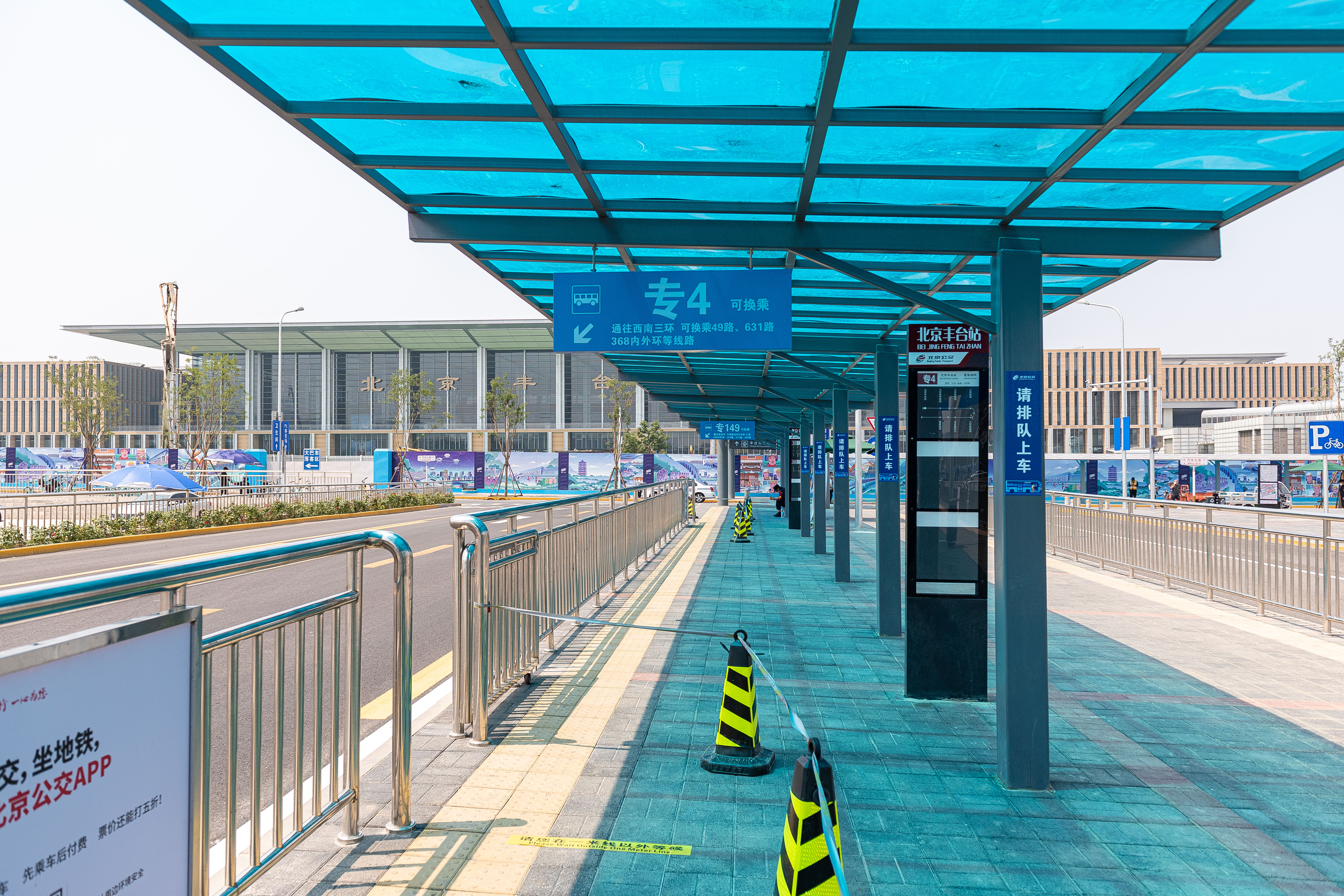
南广场公交总站

### 地铁
北京丰台站东南侧地下设有北京地铁丰台站，经行地铁10号线和16号线，与铁路车站设有地下通道连接。10号线已于2013年5月5日正式开通投入运营，而16号线已于2022年12月31日开通。
2022年6月车站开通初期国铁北京丰台站与地铁（10丰台站）之间并未实现安检互认，出站旅客进入地铁站厅时需再次接受查验新冠核酸检测报告及安全检查的措施，在高峰时段地铁换乘节点会出现客流排队拥挤的问题，受到多家媒体报道和关注。7月22日起，地铁车站对国铁出站旅客免除二次安检，东南出站口改为只出不进。12月5日起北京地铁不再查验核酸检测结果，拥堵得到了一定程度上的缓解。

### 公交
丰台火车站开通初期，其南北广场交通枢纽保障设施还未建设完成，现调整及开通专4路、专149、夜间摆渡车是为了能够疏散丰台站旅客接驳主干道路公交线路，以达到出行目的。随着丰台站建设的同时会根据城市公交线网的整体规划，逐步增开和调整公交线路，但截至2025年4月3日原地面公交站台停用也未能引入更多公交线路。
2025年4月3日，原在丰台站南广场地面临时公交站台接发的公交线路移至丰台站南枢纽夹层东侧区域运营，原地面临时公交站台停用。